# Đường sắt cao tốc

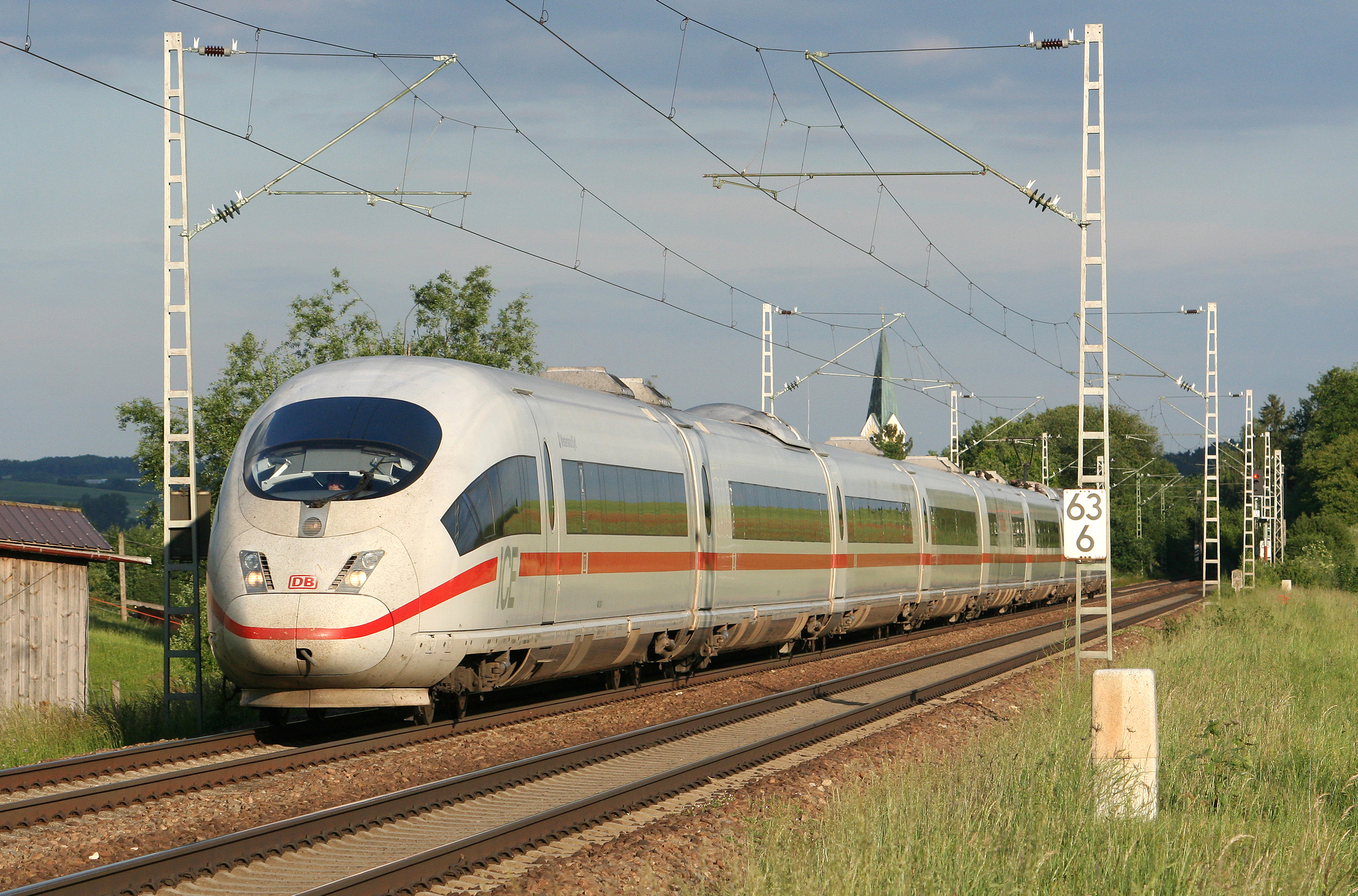
Tàu cao tốc ICE (Intercity-Express) tại Đức

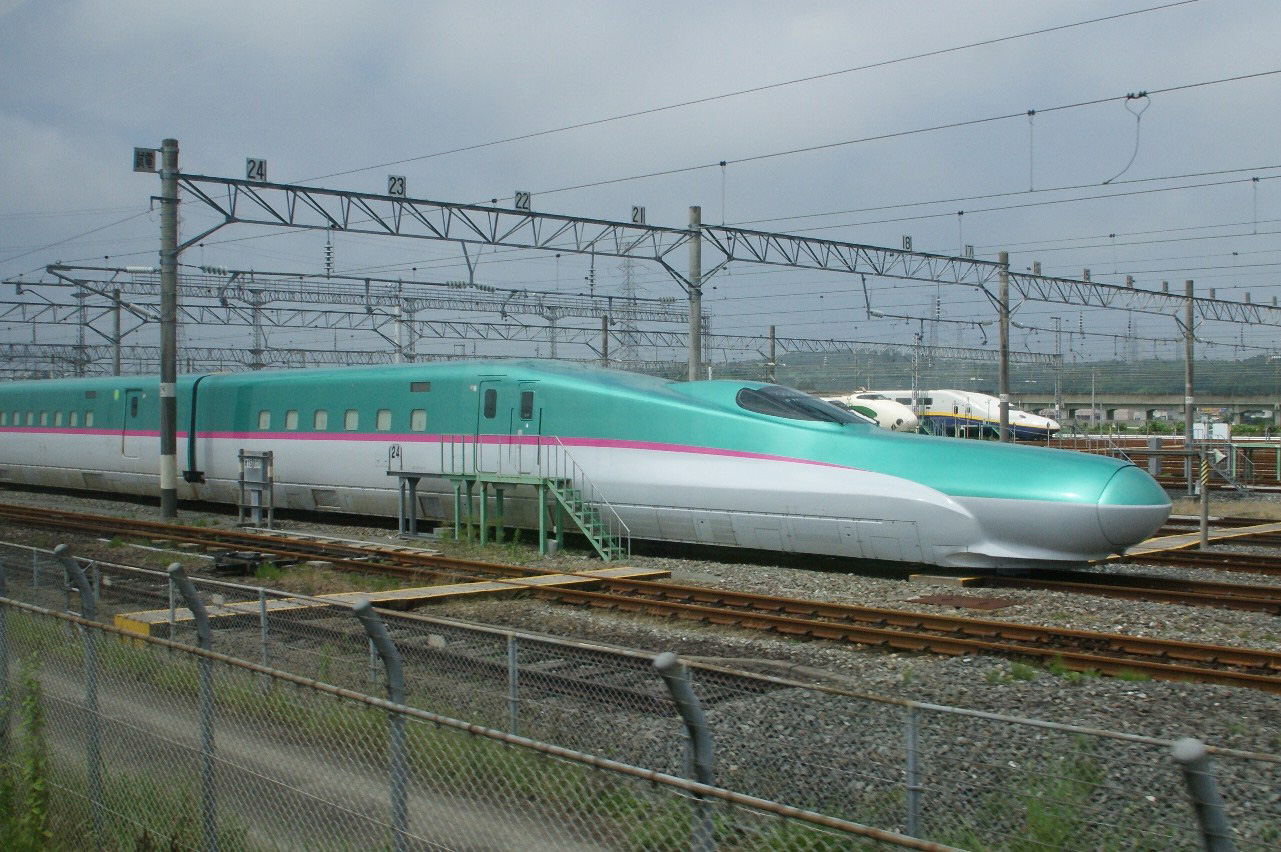
E5 Series Shinkansen tại Nhật Bản

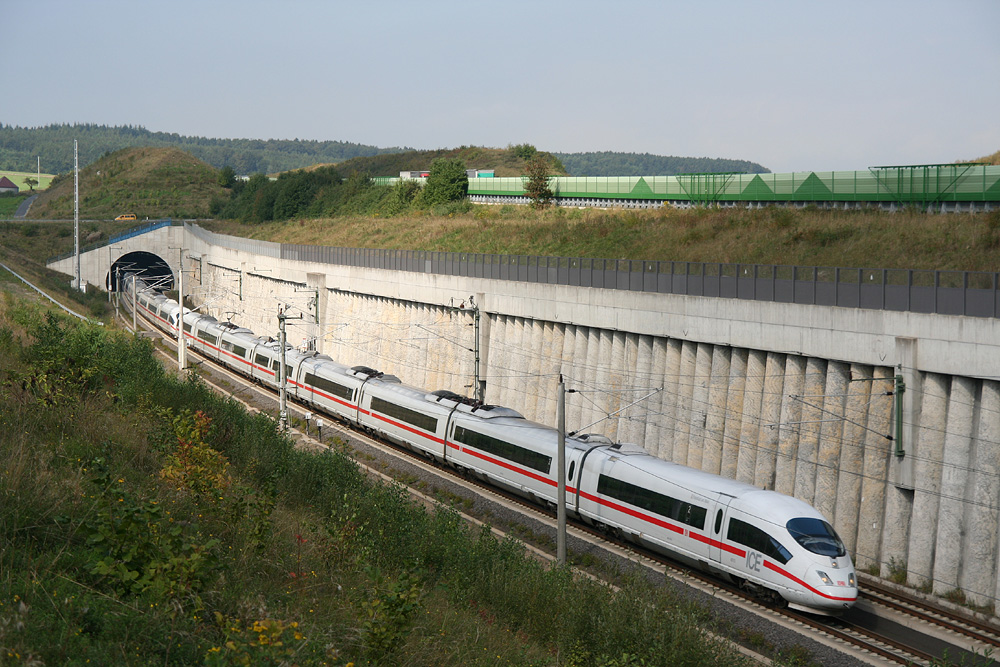
ICE thế hệ thứ ba do Đức thiết kế trên tuyến đường sắt cao tốc Köln–Frankfurt

Đường sắt cao tốc (viết tắt ĐSCT hoặc bằng tiếng Anh HSR từ "high-speed rail"; còn gọi là Đường sắt tốc độ cao theo các phương tiện truyền thông ở Việt Nam) là một kiểu vận tải hành khách đường sắt hoạt động nhanh hơn rất nhiều so với tốc độ đường sắt thông thường. Liên minh châu Âu đã định nghĩa chi tiết tốc độ của đường sắt cao tốc là 245 km/h cho đường nâng cấp và 295 km/h trở lên với đường mới. Tại Nhật Bản các tuyến đường Shinkansen hoạt động với tốc độ hơn 260 km/h và được xây dựng bằng đường sắt khổ tiêu chuẩn và không có giao cắt đồng mức. Tại Trung Quốc, các tuyến đường sắt cao tốc quy ước hoạt động với tốc độ tối đa 350 km/h, và một tuyến maglev đạt tới tốc độ 430 km/h.
Mặc dù đường sắt cao tốc thường được thiết kế để vận chuyển hành khách, một số hệ thống cao tốc cũng thực hiện một số dịch vụ vận tải hàng hoá. Ví dụ dịch vụ thư tín Pháp La Poste sở hữu một số tàu TGV đặc biệt để chở hàng hoá thư tín.

## Lịch sử

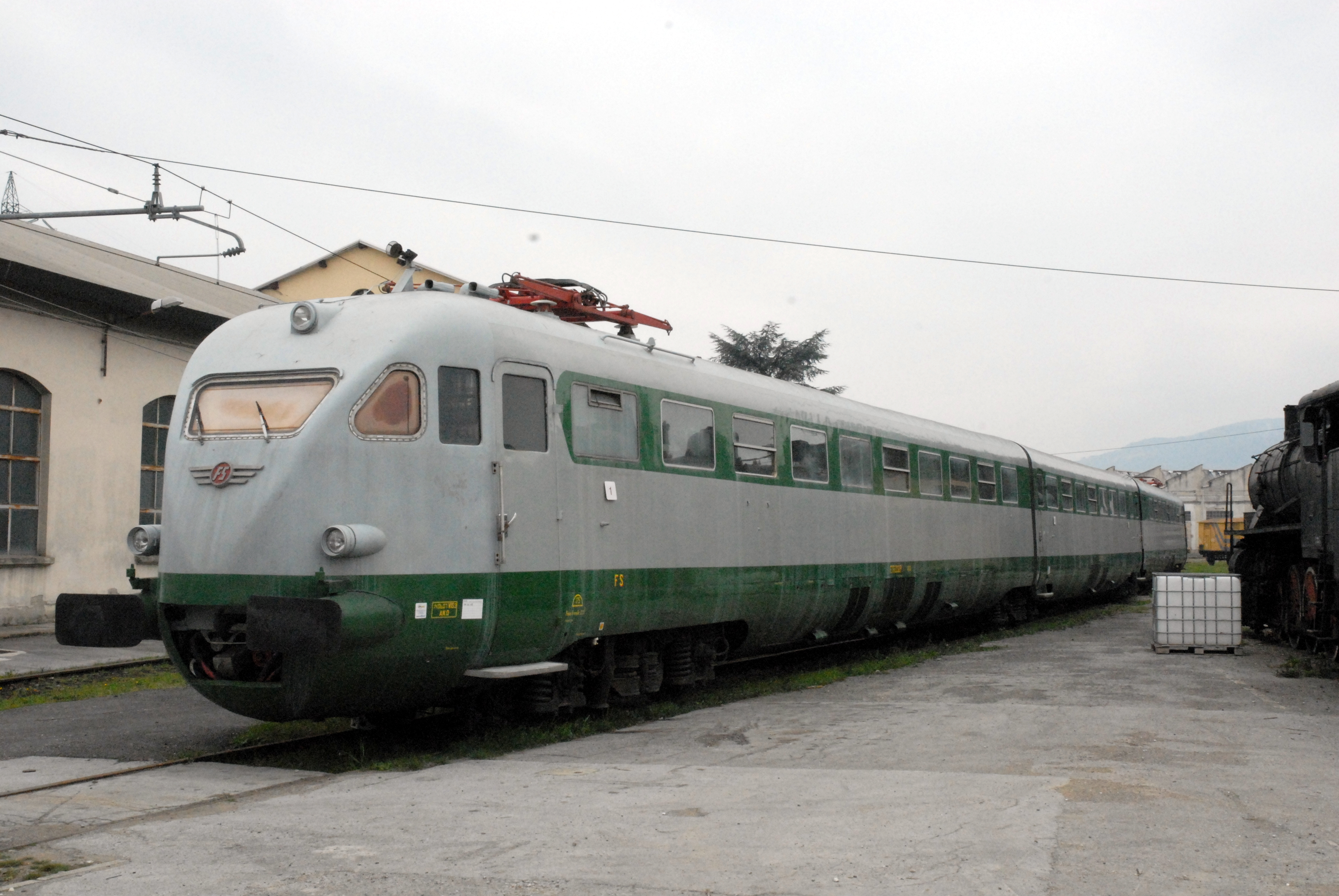
ETR 200 của Ý năm 1939 là dịch vụ tàu cao tốc đầu tiên. Nó đã đạt kỷ lục tốc độ thế giới năm 1939, lên tới 203 km/h gần Milan

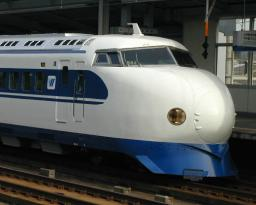
Shinkansen thiết kế tàu cao tốc đầu tiên năm 1964, 0 Series tại Ga Fukuyama, tháng 4 năm 2002 (đã ngừng hoạt động). Những tàu Shinkansen đầu tiên chạy ở vận tốc lên tới 210 km/h, ngay sau đó tăng lên 220 km/h.

Đường sắt là hình thức vận tải số lượng lớn đầu tiên trên bộ và, trước khi ô tô bắt đầu phát triển vào đầu thế kỷ 20, nó gần như là hình thức vận chuyển độc quyền trên bộ. Từ năm 1933, các công ty tàu lửa ở châu Âu và Hoa Kỳ đã sử dụng thiết kế khí động học cho các dịch vụ vận tải bằng xe lửa cao tốc với tốc độ trung bình 130 km/h và tốc độ tối đa hơn 160 km/h. Vào thời kỳ đó người ta đã sử dụng cả loại tàu với hình dáng khí động học lẫn tàu điện nhiều toa trong các dịch vụ vận tải cao tốc.
Năm 1957, Công ty đường sắt Odakyu ở vùng thủ đô Tokyo ra mắt dịch vụ Romancecar với series tàu 3000 SE. Loại tàu này đã lập kỷ lục thế giới nhanh nhất thế giới khi chạy trên đường sắt khổ hẹp với tốc độ 145 km/h, giúp các nhà thiết kế Nhật Bản tin rằng họ có thể chế tạo các đoàn tàu an toàn và tin cậy hoạt động trên đường sắt khổ tiêu chuẩn. Trong khi tìm cách giải quyết sự quá tải của những chuyến tàu vận hành trên tuyến Tokyo-Osaka, ý tưởng về đường sắt cao tốc ra đời.
"Tàu cao tốc" đương đại đầu tiên của thế giới với lượng chuyên chở lớn (ban đầu tối đa 12 toa) là tuyến đường sắt Tōkaidō Shinkansen của Nhật Bản, khởi công từ tháng 4 năm 1959 và chính thức khai trương tháng 10 năm 1964 .Tàu 0 Series Shinkansen, do Công ty Công nghiệp nặng Kawasaki chế tạo, đã đạt tốc độ chuyên chở hành khách tối đa 210 km/h trên tuyến Tokyo–Nagoya–Kyoto–Osaka, với những cuộc thử nghiệm trước đó đạt tới tốc độ tối đa năm 1963 là 256 km/h.
Tại châu Âu, đường sắt cao tốc bắt đầu được khởi động từ Hội chợ Vận tải Thế giới ở Munich tháng 6 năm 1965, khi tàu DB Class 103 thực hiện tổng cộng 347 chuyến đi trình diễn ở tốc độ 200 km/h giữa Munich và Augsburg. Dịch vụ thường xuyên đầu tiên ở tốc độ này là dịch vụ TEE "Le Capitole" đi từ Paris tới Toulouse sử dụng các đầu máy SNCF Class BB 9200 được chuyển đổi đặc biệt.

### Định nghĩa đường sắt cao tốc
Có một số định nghĩa khác nhau về đường sắt cao tốc được sử dụng trên khắp thế giới và không có một tiêu chuẩn duy nhất. Hơn nữa, tùy mỗi địa phương lại có giới hạn tốc độ riêng. EC Directive 96/58 định nghĩa đường sắt cao tốc là các hệ thống xe lửa và cơ sở hạ tầng hoạt động thường xuyên với tốc độ 250 km/h trở lên trên các tuyến đường ray mới hay 200 km/h trên các tuyến đường ray có sẵn.
Tại Hoa Kỳ, đường sắt cao tốc được Cơ quan Đường sắt Liên bang Hoa Kỳ định nghĩa là có tốc độ trên 110 mph (180 km/h).
Tại Nhật Bản các tuyến Shinkansen cao tốc sử dụng khổ đường tiêu chuẩn thay vì đường khổ hẹp được dùng trên các tuyến khác. Những con tàu này hoạt động với tốc độ hơn 260 km/h và không có giao cắt đồng mức.
Tại Trung Quốc có hai cấp đường cao tốc. Thứ nhất là các tuyến chậm hơn hoạt động ở các tốc độ trong khoảng 200 và 250 km/h và có cả các toa chở hàng và chở khách. Thứ hai, các tuyến đường cao tốc chỉ để chở khách hoạt động với tốc độ tối đa lên tới 350 km/h.
Một cách định nghĩa đường sắt cao tốc khác là phải sử dụng đường sắt hàn liền để giảm các rung động của đường và sự sai lệch giữa các đoạn ray cho phép tàu đi qua với các tốc độ hơn 200 km/h. Phụ thuộc vào tốc độ thiết kế, độ nghiêng và các phản lực có thể chấp nhận được đối với hành khách, các đường cong thường có bán kính hơn 5 km.
Cũng có một số đặc điểm chung cho hầu hết các hệ thống đường sắt cao tốc. Tất cả chúng đều hoạt động bằng điện thông qua cần phía trên và có hệ thống tín hiệu trong toa xe cũng như không có giao cắt đồng mức, dù có một số ngoại lệ như tuyến Great Western ở Anh. Các ghi cải tiến sử dụng đầu vào rất thấp và các góc tâm ghi cũng thường được sử dụng.
Các đoàn tàu hoạt động trên đệm từ được liệt vào tiêu chí đường sắt cao tốc do sự liên kết của chúng với các phương tiện chạy theo đường ray, tuy nhiên vì chúng không thể hoạt động được trên các tuyến đường sắt thông thường nên chúng cũng thường được xếp vào một tiêu chí riêng biệt.

## Nguyên nhân cơ bản

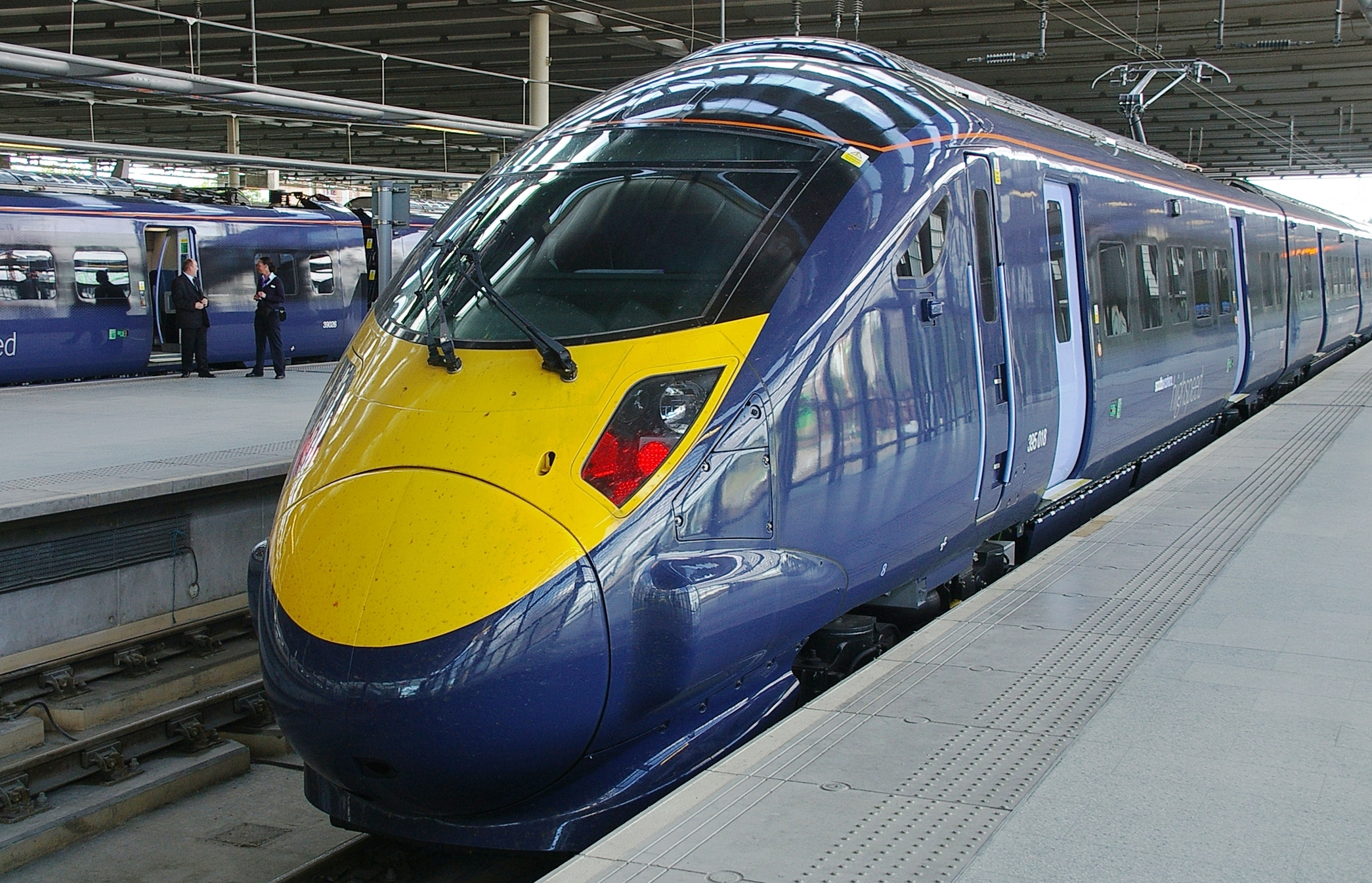
Tàu cao tốc British Rail Class 395tại St Pancras Int'l London.

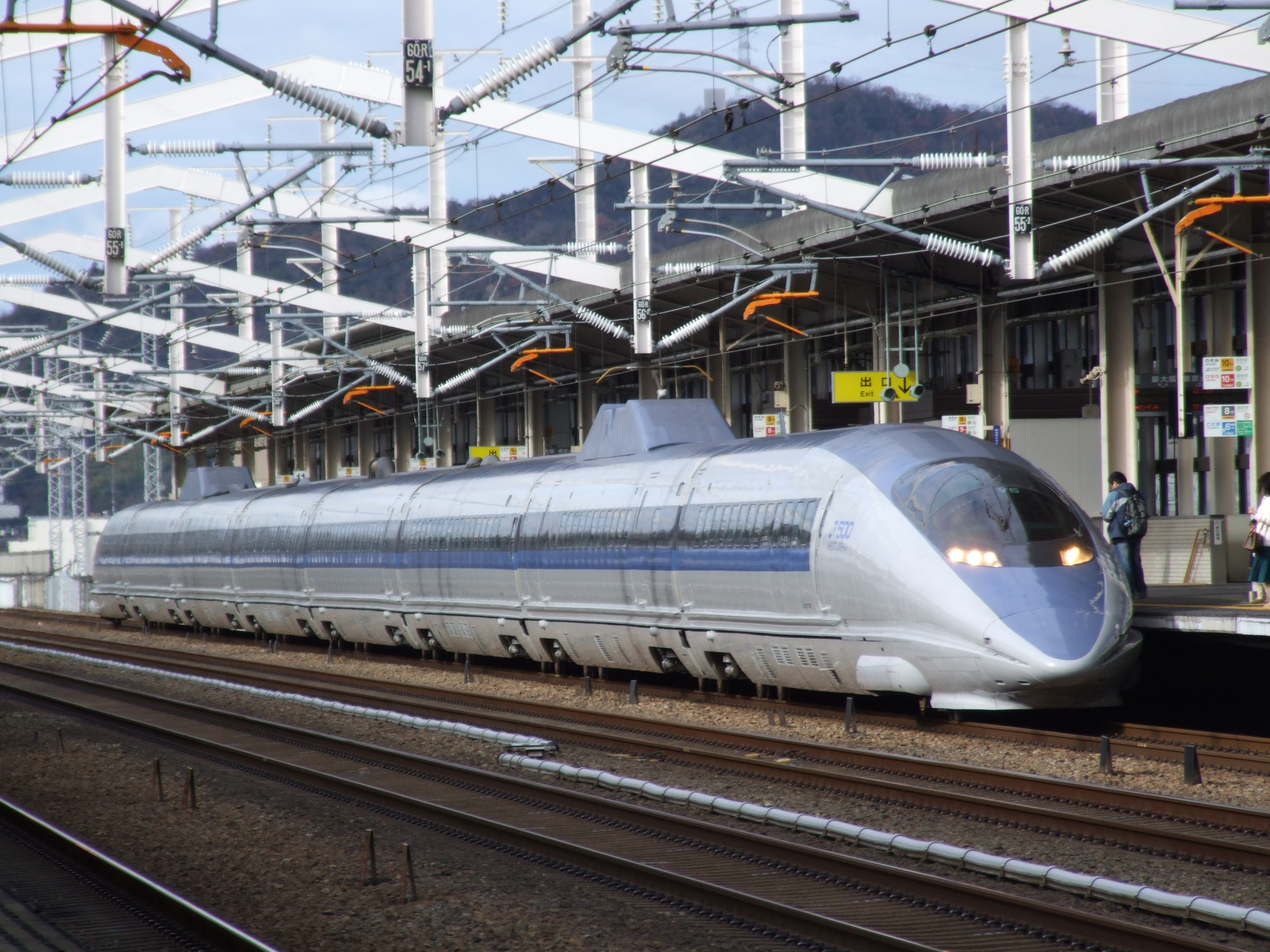
500 Series Shinkansen tại Nhật Bản

Tại Nhật Bản và Pháp, những ý tưởng đầu tiên cho sự ra đời đường sắt cao tốc bắt nguồn từ nhu cầu ngày càng cao nhằm đáp ứng yêu cầu vận tải hành khách bằng đường sắt. Tới giữa thập niên 1950, tuyến Tōkaidō Main Line tại Nhật Bản đã hoạt động hết công suất tối đa, và tuyến Tōkaidō Shinkansen nối Tokyo và Osaka bắt đầu được xây dựng từ năm 1959. Tōkaidō Shinkansen khai trương ngày 1 tháng 10 năm 1964, đúng thời điểm tổ chức Thế vận hội mùa hè Tokyo. Tuyến đường sắt cao tốc đầu tiên ở Nhật có sự khác biệt so với các tuyến đường sau đó: tuyến đường này vốn đã rất đông đúc, việc phát triển đường bộ cao tốc sẽ rất đắt đỏ, tuy vậy chỉ với duy nhất một tuyến đường nối giữa Tokyo và Osaka đã có thể phục vụ tới một nửa dân số Nhật. Vào năm 1959 dân số thuộc tuyến đường này là 45 triệu người; ngày nay đã là hơn 65 triệu. Tuyến Tōkaidō Shinkansen là tuyến đường sắt cao tốc có số người đi lại cao nhất trên thế giới và vẫn vận chuyển số lượng hành khách nhiều hơn mọi tuyến đường sắt cao tốc khác trên thế giới cộng lại. Những tuyến đường sắt cao tốc sau này ở Nhất có mức độ phục vụ tương đương với châu Âu.
Tại Pháp, tuyến đường cao tốc chính giữa Paris và Lyon được dự đoán sẽ đạt công suất phục vụ tối đa vào năm 1970. Trong cả hai trường hợp lựa chọn xây dựng một tuyến đường sắt chỉ phục vụ hành khách cho phép các tuyến đường cao tốc thẳng hơn. Sự giảm bớt thời gian đi lại rất nhiều trên cả hai tuyến đường, khiến các thành phố chỉ còn cách nhau khoảng 3 giờ di chuyển, khiến số người đi lại tăng vọt. Chính thành công thương mại của cả hai tuyến đường đã khiến các quốc gia đó và nền kinh tế của họ mở rộng hay bắt đầu các mạng lưới đường sắt cao tốc.
Tại Hoa Kỳ trong những thập kỷ sau Thế chiến II, những cải tiến trong công nghệ ô tô và máy bay, cộng với các hạn chế chống độc quyền với các công ty đường sắt, và việc chính phủ tăng trợ cấp cho các tuyến đường bộ cao tốc và sân bay đã khiến các loại hình phương tiện này chiếm được tỷ lệ sử dụng cao hơn của dân chúng so với trước đó. Trong khi tại châu Âu và Nhật Bản, sự ưu tiên được dành cho việc khôi phục các tuyến đường sắt sau chiến tranh, thì tại Hoa Kỳ, sự ưu tiên được dành cho việc xây dựng một mạng lưới đường cao tốc liên bang và các sân bay lớn. Các hệ thống vận tải công cộng đô thị ở Hoa Kỳ đều tránh việc ưu tiên cho mở rộng đường sắt. Do sự ưu tiên của chính phủ Mỹ với đường bộ và đường hàng không và mật độ dân số thấp, các tuyến đường sắt ở Hoa Kỳ có tính cạnh tranh kém hơn so với các quốc gia châu Âu và Nhật Bản. Tuy vậy khi chi phí năng lượng gia tăng, số người đi lại bằng đường sắt đã tăng lên trên cả nước.
Tại Trung Quốc, các kế hoạch cho một mạng lưới đường sắt cao tốc lớn nhất trong lịch sử được thúc đẩy bởi sự kết hợp giữa những hạn chế về năng lực của các tuyến đường hiện có và mong muốn cắt giảm thời gian đi lại trong nước, đồng thời khuyến khích sự phát triển dọc theo tuyến đường. Kế hoạch xây dựng đã được tăng tốc khá nhiều bởi gói hỗ trợ thêm lên tới 4 nghìn tỷ Nhân dân tệ năm 2008 và một số tuyến đường dự định sẽ được hoàn thành vào năm 2013.
Việc đi lại bằng đường sắt có tính cạnh tranh cao hơn tại các vùng có mật độ dân số lớn hay tại những nơi có giá xăng đắt, bởi các đoàn tàu quy ước có hiệu năng nhiên liệu cao hơn ô tô khi số lượng người đi lớn, tương tự như các hình thức vận tải công cộng số lượng lớn khác. Rất ít các đoàn tàu cao tốc sử dụng nhiên liệu diesel hay các loại nhiên liệu hoá thạch khác nhưng các nhà máy phát điện cung cấp điện cho đoàn tàu có thể sử dụng nhiên liệu hoá thạch. Tại Nhật Bản và Pháp, nơi có các mạng lưới đường sắt cao tốc đắt đỏ nhất, một phần lớn lượng điện có từ nhiên liệu hạt nhân. Thậm chí khi sử dụng điện được sản xuất từ than đá hay dầu mỏ, các đoàn tàu vẫn có hiệu năng nhiên liệu trên hành khách trên kilômét lớn hơn ô tô thông thường bởi sự tiết kiệm thang biểu trong kỹ thuật phát điện. Các mạng lưới đường sắt, giống như đường cao tốc, đòi hỏi các khoản đầu tư tư bản cố định lớn và vì thế yêu cầu đồng thời một mật độ dân số lớn và sự đầu tư của chính phủ để có khả năng cạnh tranh so với cơ sở hạ tầng tư bản sẵn có của máy bay và ô tô. Mật độ đô thị và vận tải số lượng lớn là các yếu tố then chốt trong thành công của vận tải đường sắt châu Âu và Nhật Bản, đặc biệt tại các quốc gia như Hà Lan, Bỉ, Đức, Thuỵ Sĩ, Tây Ban Nha và Pháp.

## Công nghệ

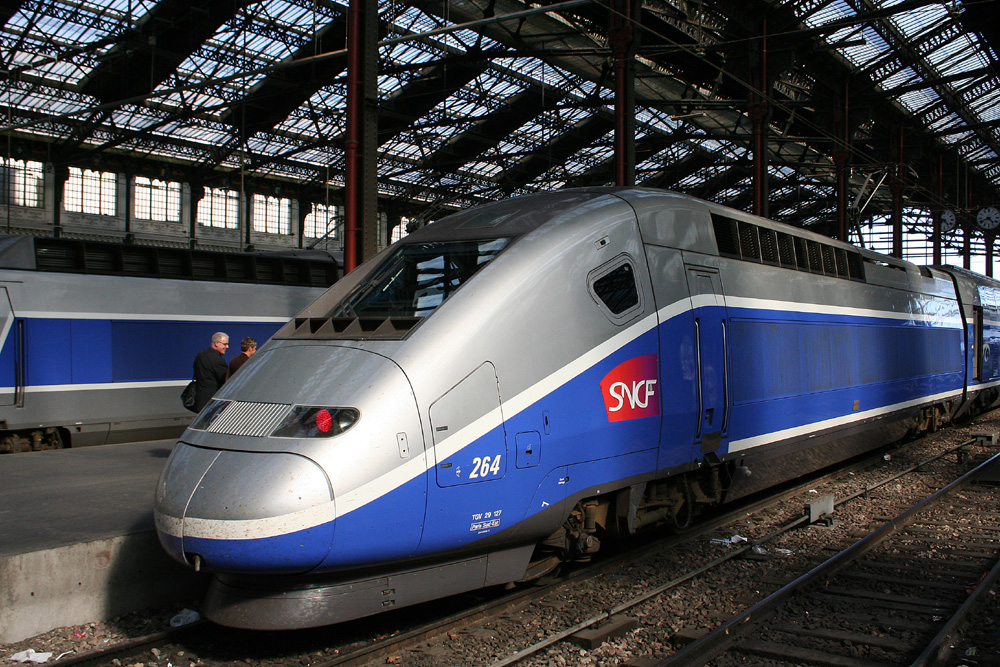
Công nghệ TGV của Pháp đã được sửa đổi để áp dụng tại một số quốc gia khác nhau.

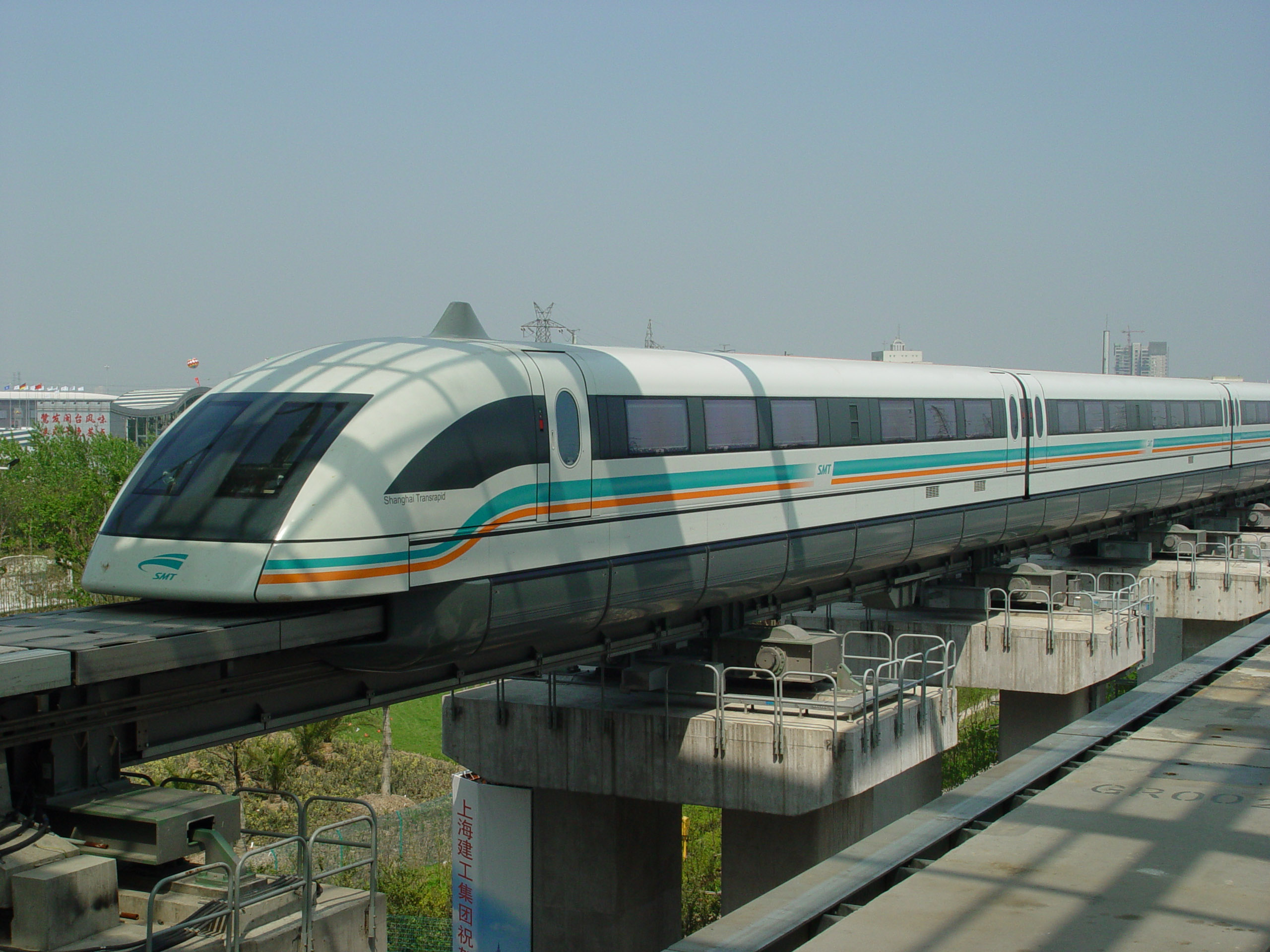
Tàu đệm từ Thượng Hải

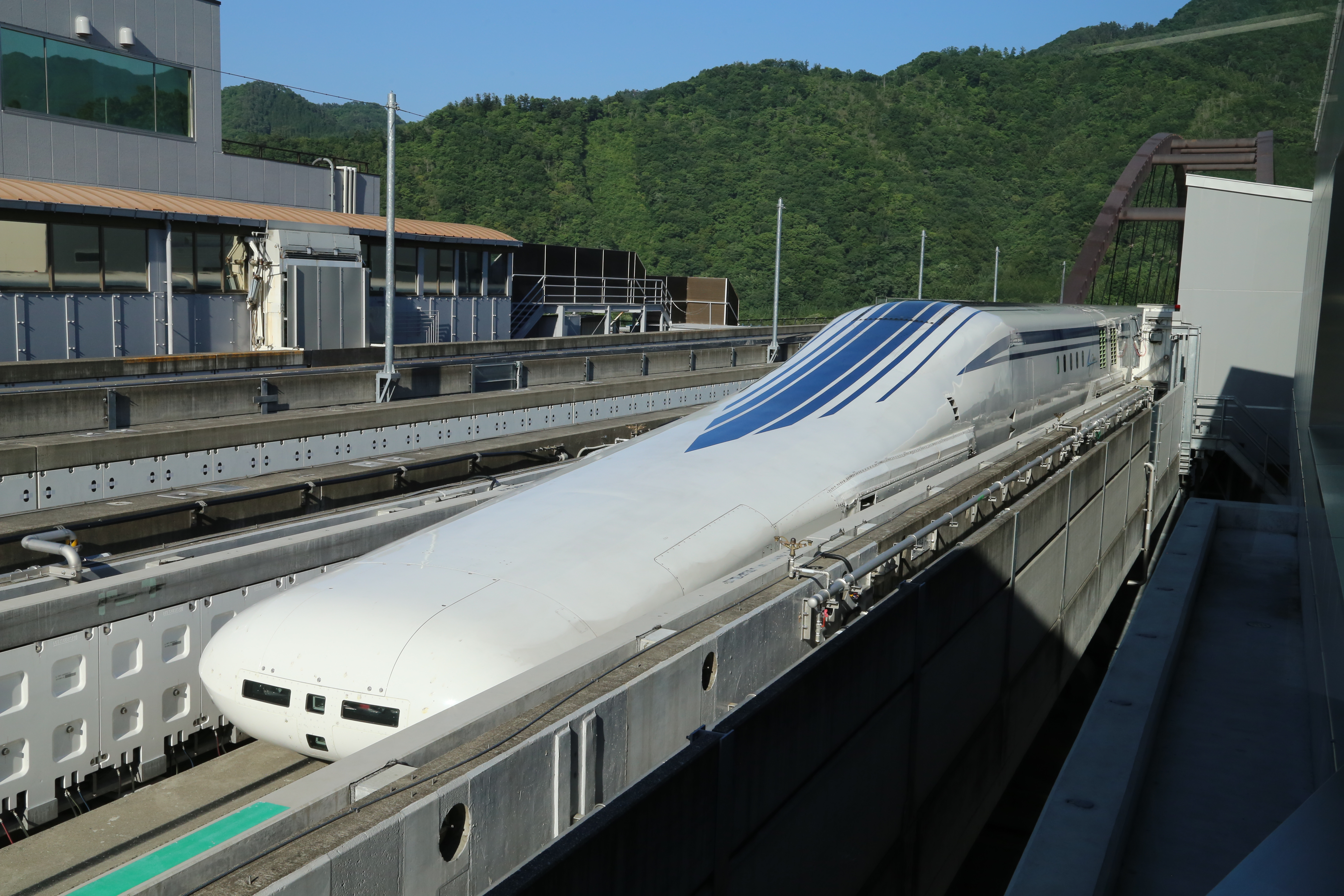
Tàu đệm từ Chūō Shinkansen, L0 Series

Đa phần công nghệ phía sau đường sắt cao tốc là một sự áp dụng cải tiến công nghệ đường sắt khổ tiêu chuẩn và lấy điện từ cần phía trên. Bằng cách xây dựng một cơ sở hạ tầng đường sắt mới với kỹ thuật của thế kỷ 20, gồm cả việc hạn chế các giới hạn như giao cắt đường cùng mức, dừng liên tục, một sự tiếp nối liên tục các đường cong và đường cong đảo chiều, và không chia sẻ quyền sử dụng đường với các đoàn tàu chở hàng hay tàu chở khách tốc độ thấp, các đoàn tàu luôn duy trì được tốc độ cao (250–320 km/h). Tổng chi phí sở hữu các hệ thống đường sắt cao tốc nói chung thấp hơn tổng chi phí những phương án thay thế cạnh tranh (đường cao tốc hay đường không mới). Các hệ thống của Nhật thường đắt đỏ hơn các đối thủ nhưng có độ tin cậy lớn hơn bởi chúng có đường dẫn riêng mức, không có giao cắt, và các hệ thống giám sát thảm hoạ. Dù vậy phần lớn chi phí của hệ thống Nhật Bản liên quan tới việc đào hầm qua núi, như ở Đài Loan. Những cải tiến gần đây với bánh xe đã đẩy các giới hạn tốc độ vượt quá 400 km/h, trong số các tiến bộ có các bộ điều chỉnh độ nghiêng tàu, thiết kế khí động học (để giảm lực cản, lực nâng, và tiếng ồn), phanh không khí, phanh tái hấp thu năng lượng, động cơ mạnh hơn, ghi trọng lượng động, vân vân. Một số cải tiến là để giải quyết các vấn đề, như thảm hoạ Eschede. Tốc độ kỷ lục của một tàu hoả chạy điện là 574.8 km/h được lập bởi một đoàn tàu TGV rút gọn trên một đoạn đường thẳng dài. Tốc độ kỷ lục với một tàu thương mại chưa chuyển đổi là 403.7 km/h, do tàu Class 403 của Deutsche Bahn, xếp hạng Kiểu của Đức cho Siemens Velaro, nắm giữ. Các tuyến đường cao tốc của châu Âu thường bao gồm các đoạn đường mới, nơi các con tàu chạy hết tốc độ thương mại, và một số đoạn đường cũ ở các đầu mút, gần các thành phố.
Tại Pháp, chi phí xây dựng (€10 triệu/km (US$15.1 triệu/km) chho LGV Est) đã được giảm thiểu bằng cách chấp nhận những mức độ cao dần thay vì xây dựng các đường hầm và cầu cạn. Tuy nhiên, tại đất nước Thuỵ Sĩ nhiều đồi núi, các đường hầm là không thể tránh khỏi. Bởi các tuyến đường được dành riêng để chở khách, độ dốc 3.5%, chứ không phải độ dố tối đa 1–1.5% như trước kia cho giao thông hỗn hợp, được áp dụng. Có thể cần tới những khu đất đắt đỏ hơn để xây dựng các tuyến đường thẳng hơn để giảm thiểu chi phí xây dựng cũng như chi phí hoạt động và bảo dưỡng. Tại các quốc gia khác đường sắt cao tốc được xây dựng mà không tính tới các yếu tố kinh tế đó để đường sắt cũng có thể hỗ trợ các loại hình vận tải khác, như chở hàng. Tuy nhiên kinh nghiệm cho thấy, những đoàn tàu có tốc độ thay đổi lớn gây ra sự sụt giảm đáng kể ở khả năng của tuyến đường. Vì thế, các tuyến đường vận tải hỗn hợp thường được dùng cho các đoàn tàu chở khách ban ngày, trong khi các đoàn tàu chở hàng hoạt động ban đêm. Trong một số trường hợp, các đoàn tàu cao tốc ban đêm thậm chí được chuyển thành các tuyến tốc độ thấp để nhường đường cho việc chở hàng.

## Các kỷ lục tốc độ tối đa

### Tốc độ tối đa trong hoạt động

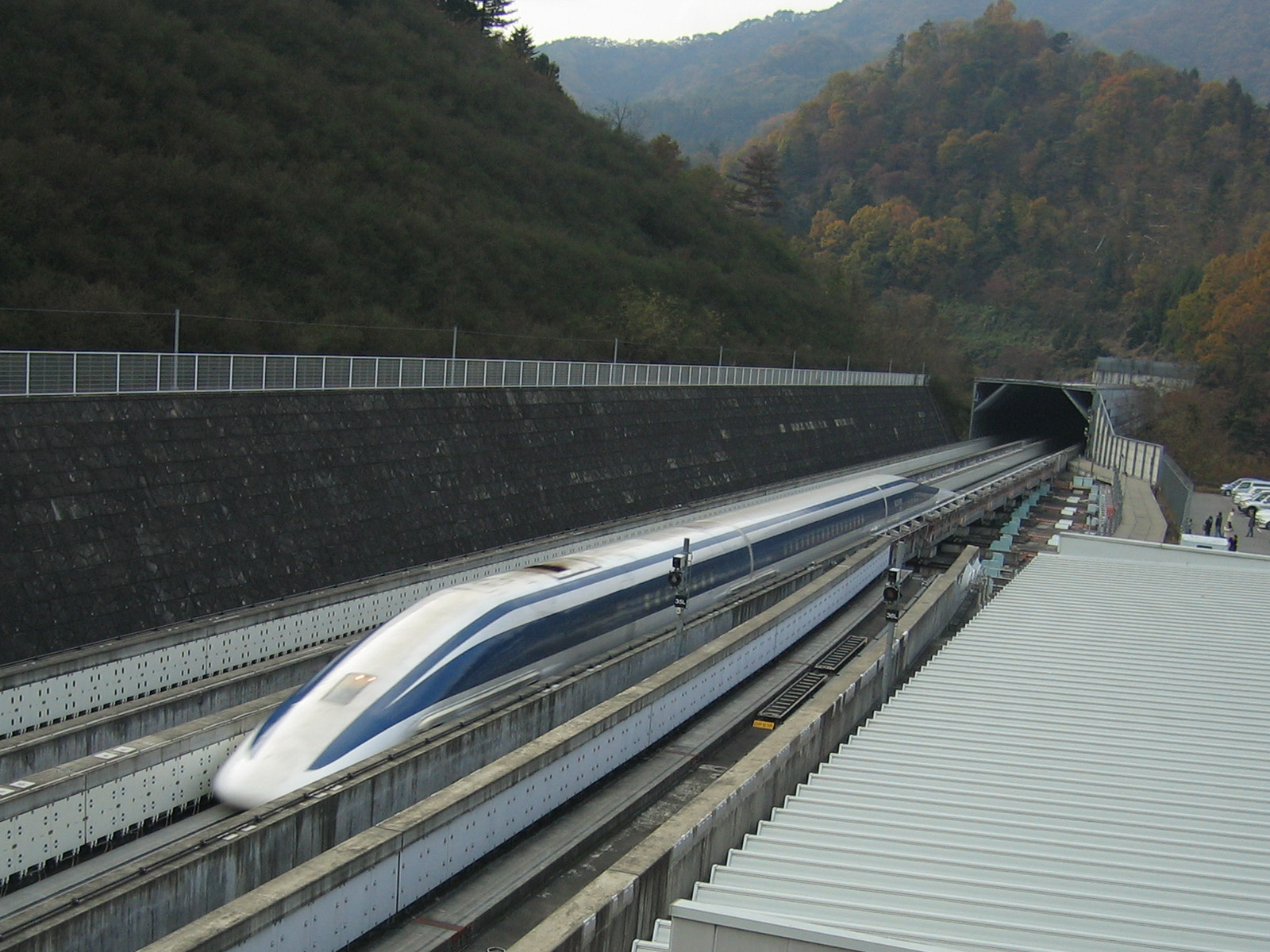
Tàu maglev MLX01 tốc độ 581 km/h (hiện đang giữ kỷ lục thế giới)

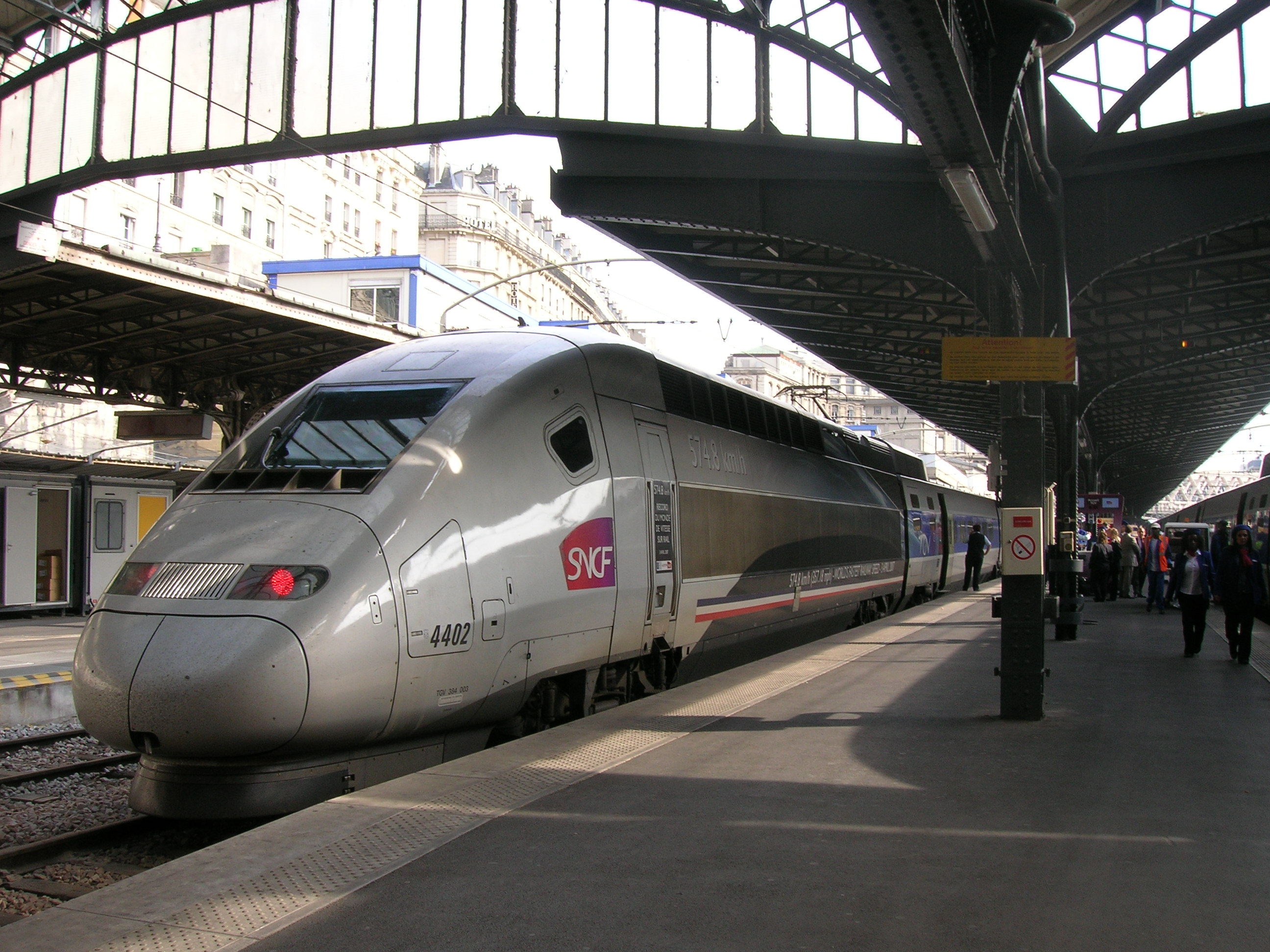
Đoàn tàu giữ kỷ lục thế giới (574.8 km/h/357mph) TGV — V150.

Thuật ngữ "tốc độ tối đa" có nhiều nghĩa tại đây. Nó có thể phản ánh:
- Tốc độ trung bình tối đa giữa hai điểm dừng cho trước dựa trên thời gian chạy trong bảng thời gian chạy tàu - hoạt động hàng ngày.
- Tốc độ tối đa theo đó một đoàn tàu được phép chạy an toàn do luật pháp hay chính sách quy định trên một đoạn đường thẳng trong hoạt động hàng ngày với các hạn chế tối thiểu (MOR)
- Tốc độ tối đa theo đó một đoàn tàu không chuyển đổi được chứng minh là có khả năng chạy
- Tốc độ tối đa một đoàn tàu đã được chuyển đổi được chứng minh là có khả năng chạy.

Một kỷ lục với một hệ thống đã được chuyển đổi đặc biệt và một đoàn tàu (xem Kỷ lục tốc độ trên bộ với phương tiện đường sắt) đã được lập bởi một tàu TGV có người điều khiển ở tốc độ 574.8 km/h. Lần chạy này là để chứng minh ý tưởng và không áp dụng trong dịch vụ chở khách thông thường.
Kỷ lục cho các phương tiện đường sắt là 10,325 km/h (6,416 mph) lập bởi một tàu tên lửa không người lái của Không quân Mỹ.
Tốc độ tối đa một đoàn tàu không chuyển đổi có thể chạy được lập bởi một JR-Maglev MLX01 không bánh 581 km/h năm 2003. Tuy nhiên, thậm chí điều này không cần thiết thích hợp cho hoạt động chở khách bởi có thể có những lo ngại như tiếng ồn, chi phí, thời gian giảm tốc độ trong trường hợp khẩn cấp, vân vân.
Shanghai Maglev Train đạt tới tốc độ 431 km/h trong hoạt động hàng ngày giữa Longyang Road và Pudong International Airport, giữ kỷ lục của bất kỳ đoàn tàu hoạt động thương mại nào. Bên cạnh maglev, tốc độ hoạt động tối đa nhanh nhất (MOR) của bất kỳ đoạn nào của bất kỳ tuyến đường cao tốc nào hiện là 350 km/h (217 mph), một kỷ lục do Trung Quốc nắm giữ. Đó là Đường sắt liên thành phố Bắc Kinh-Thiên Tân nối Bắc Kinh với thành phố Thiên Tân lân cận (117 km trong 30 phút). Các đoàn tàu đã chứng minh khả năng hoạt động trong tình trạng không chuyển đổi ở tốc độ 394 km/h trong các cuộc thử nghiệm, và vì thế đã được quy định chạy ở tốc độ 350 km/h trong hoạt động bình thường. Tuyến đường sắt này đi vào hoạt động ngày 1 tháng 8 năm 2008.
Tốc độ trung bình cao nhất theo bảng thời gian chạy tàu giữa hai điểm dừng cho trước hiện được giữ bởi dịch vụ Đường sắt Cao tốc Trung Quốc trên tuyến Đường sắt Cao tốc Vũ Hán-Quảng Châu. Các đoàn tàu chạy thẳng trên tuyến này thực hiện chuyến đi dài 922-km trong 2 giờ, 57 phút với tốc độ trung bình 312.5 km/h từ Vũ Hán tới Nam Quảng Châu.

### Những kỷ lục trong những lần chạy thử

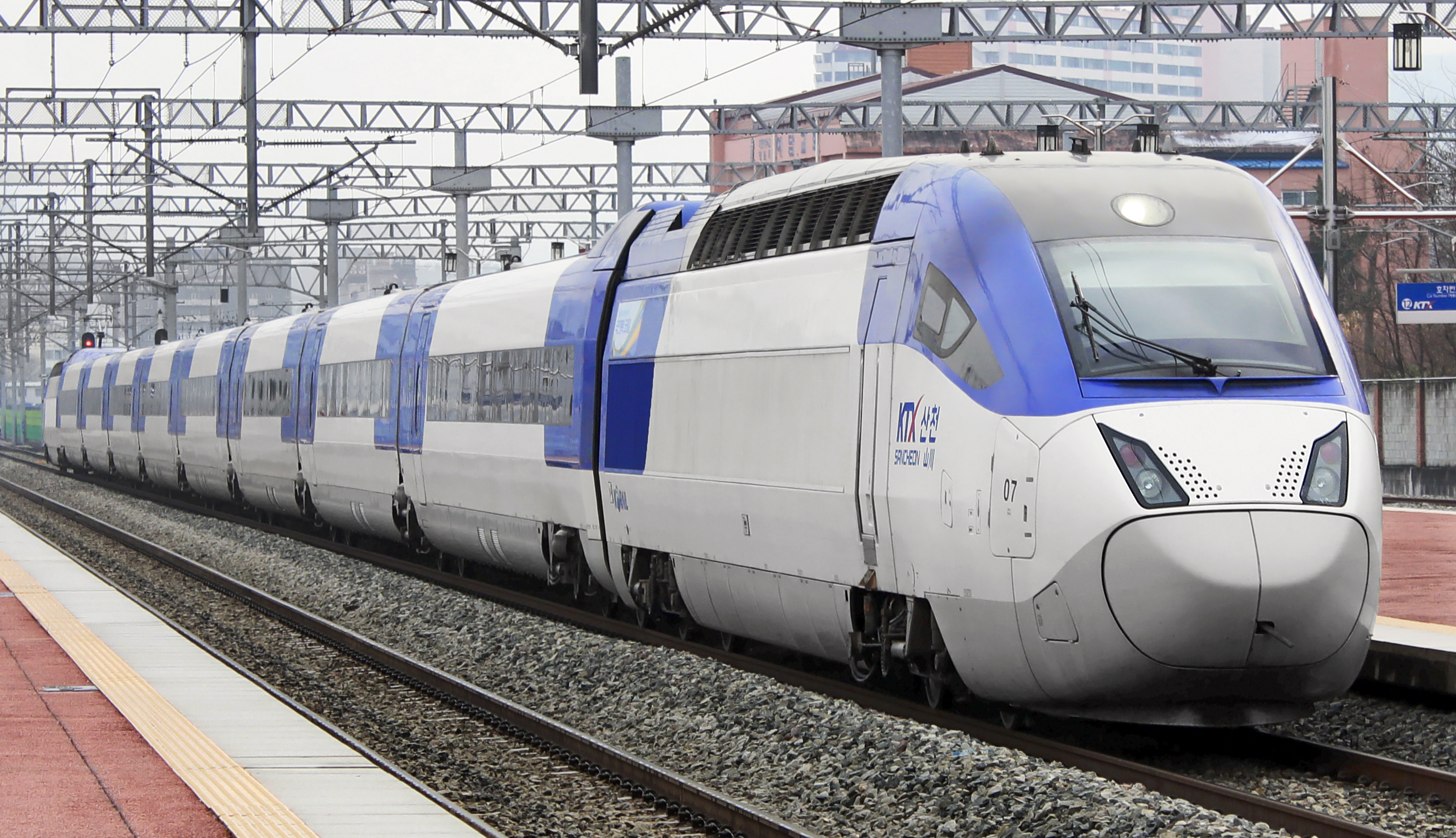
Hàn Quốc KTX-Sancheon xe lửa có thể chạy ở tốc độ của 305kmh, 350kmh cho đến khi công việc

- 1963 - Nhật Bản - Shinkansen - 256 km/h (Quốc gia đầu tiên phát triển công nghệ đường sắt cao tốc)
- 1965 - Tây Đức - Các đầu máy Class 103 - 200 km/h (Quốc gia thứ hai phát triển công nghệ đường sắt cao tốc)
- 1967 - Pháp - TGV 001 - 318 km/h (Quốc gia thứ ba phát triển công nghệ đường sắt cao tốc)
- 1972 - Nhật Bản - Shinkansen - 286 km/h
- 1974 - Tây Đức - EET-01 – 230 km/h
- 1974 - Pháp - Aérotrain - 430.2 km/h (tàu cao tốc một ray)
- 1975 - Tây Đức - Comet - 401.3 km/h (dẫn động tên lửa hơi nước)
- 1978 - Nhật Bản - HSST-01 - 307.8 km/h (dẫn động tên lửa phụ)
- 1978 - Nhật Bản - HSST-02 – 110 km/h
- 1979 - Nhật Bản - Shinkansen - 319 km/h
- 1979 - Nhật Bản - ML-500R (không có người điều khiển) - 504 km/h
- 1979 - Nhật Bản - ML-500R (không có người điều khiển) - 517 km/h
- 1981 - Pháp - TGV - 380 km/h
- 1985 - Tây Đức - InterCityExperimental - 324 km/h
- 1987 - Nhật Bản - MLU001 (có người điều khiển) - 400.8 km/h
- 1988 - Tây Đức - Thực nghiệm liên thành phố - 406 km/h
- 1988 - Ý - ETR 500-X - 319 km/h (Quốc gia thứ tư phát triển công nghệ đường sắt cao tốc)
- 1988 - Tây Đức - TR-06 - 412.6 km/h
- 1989 - Tây Đức - TR-07 - 436 km/h
- 1990 - Pháp - TGV - 515.3 km/h
- 1992 - Nhật Bản - Shinkansen - 350 km/h
- 1993 - Nhật Bản - Shinkansen - 425 km/h
- 1993 - Đức - TR-07 - 450 km/h
- 1994 - Nhật Bản - MLU002N - 431 km/h
- 1996 - Nhật Bản - Shinkansen - 446 km/h
- 1997 - Nhật Bản - MLX01 - 550 km/h
- 1999 - Nhật Bản - MLX01 - 552 km/h
- 2002 - Tây Ban Nha - AVE Class 330 - 362 km/h (Quốc gia thứ năm phát triển công nghệ đường sắt cao tốc)
- 2002 - Trung Quốc - China Star - 321 km/h (Quốc gia thứ sáu phát triển công nghệ đường sắt cao tốc)
- 2003 - Trung Quốc - Siemens Transrapid 08 – 501 km/h
- 2003 - Nhật Bản - MLX01 - 581 km/h (hiện giữ kỷ lục thế giới)
- 2004 - Hàn Quốc - HSR-350x - 352.4 km/h (Quốc gia thứ bảy phát triển công nghệ đường sắt cao tốc)
- 2006 - Đức - Siemens Velaro - 404 km/h (đoàn tàu thương mại không chuyển đổi)
- 2007 - Pháp - V150 - 574.8 km/h
- 2007 - Đài Loan - Tàu 700T series - 350 km/h
- 2008 - Trung Quốc - CRH3 - 394.3 km/h

## Các vùng mục tiêu cho các đoàn tàu cao tốc

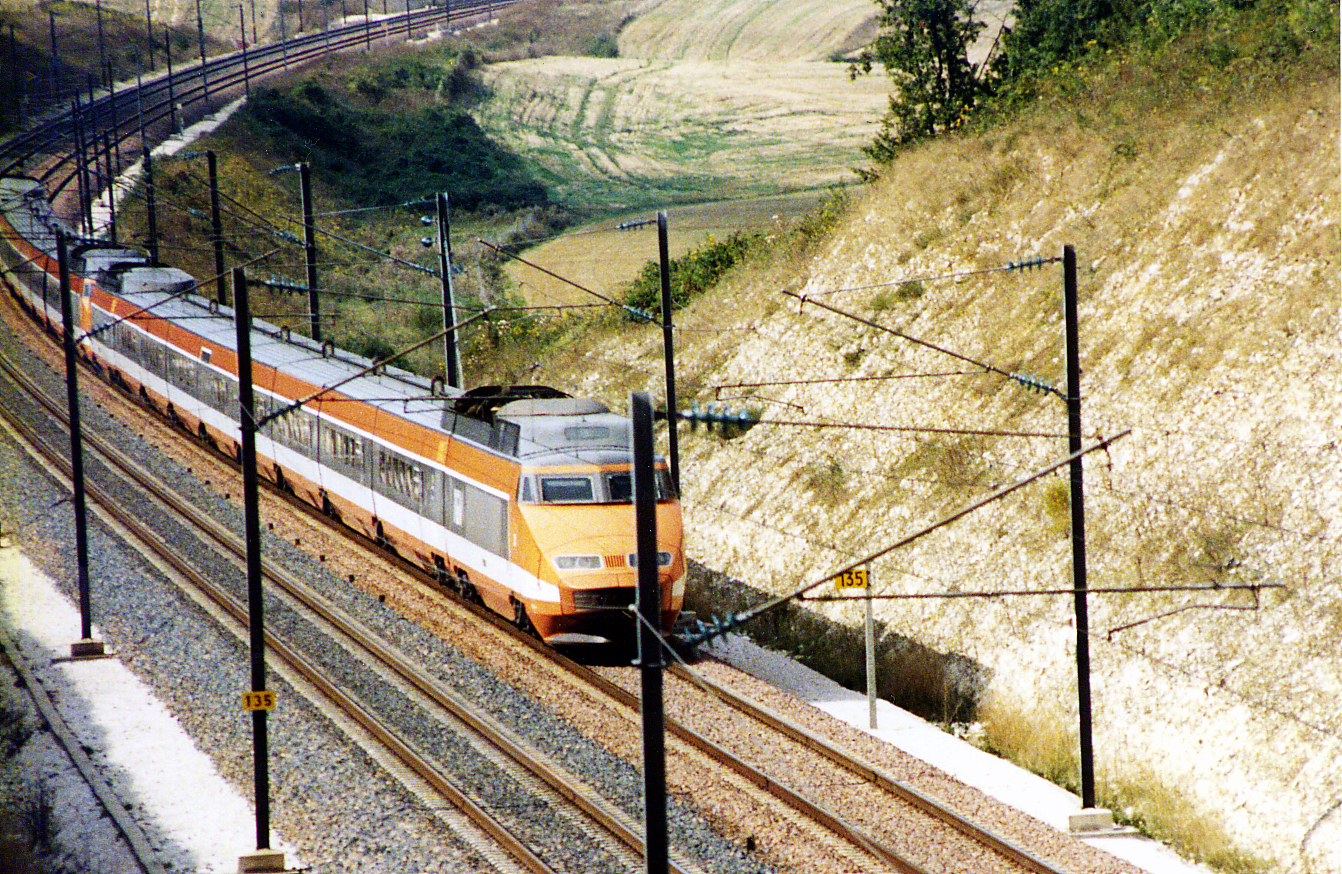
Các đoàn tàu TGV Nam-Đông được xây dựng trong khoảng 1978 - 1988 và nối Paris với Lyon. Ban đầu các con tàu được chế tạo để chạy với vận tốc 270 km/h (168 mph), nhưng hầu hết đã được nâng cấp lên 300 km/h (186 mph) cho việc khai trương LGV Méditerranée.

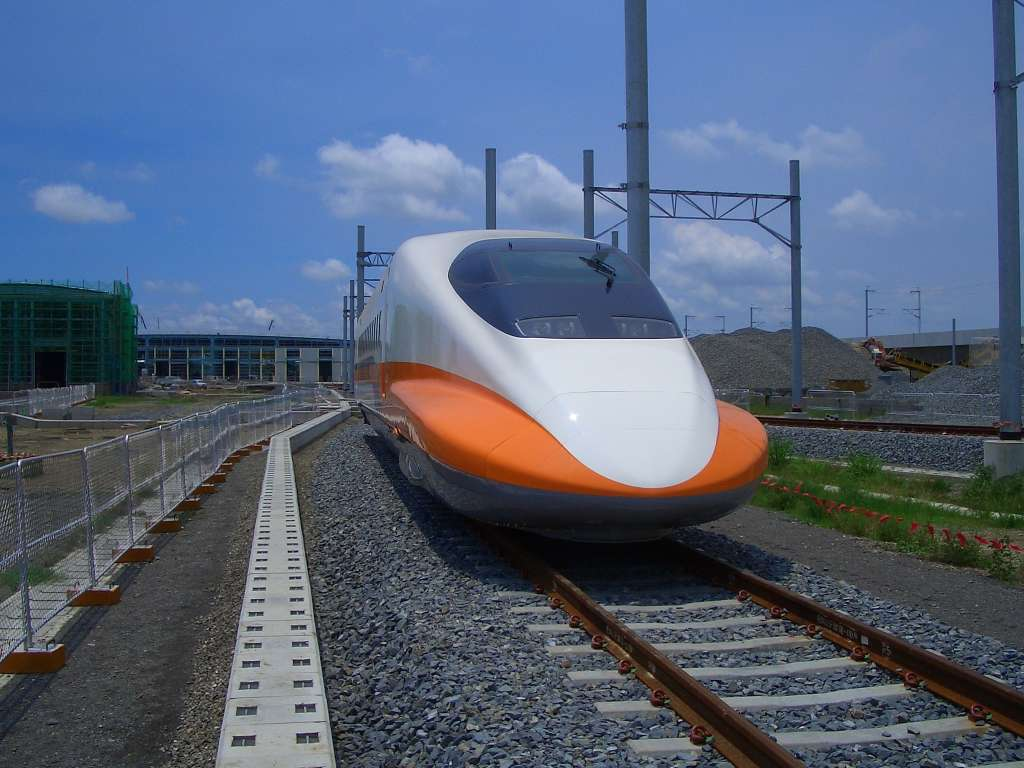
Đoàn tàu 700T series train do Nhật Bản chế tạo của Đài Loan hoạt động ở vận tốc 300 km/h, có khả năng chạy tối đa 350 km/h

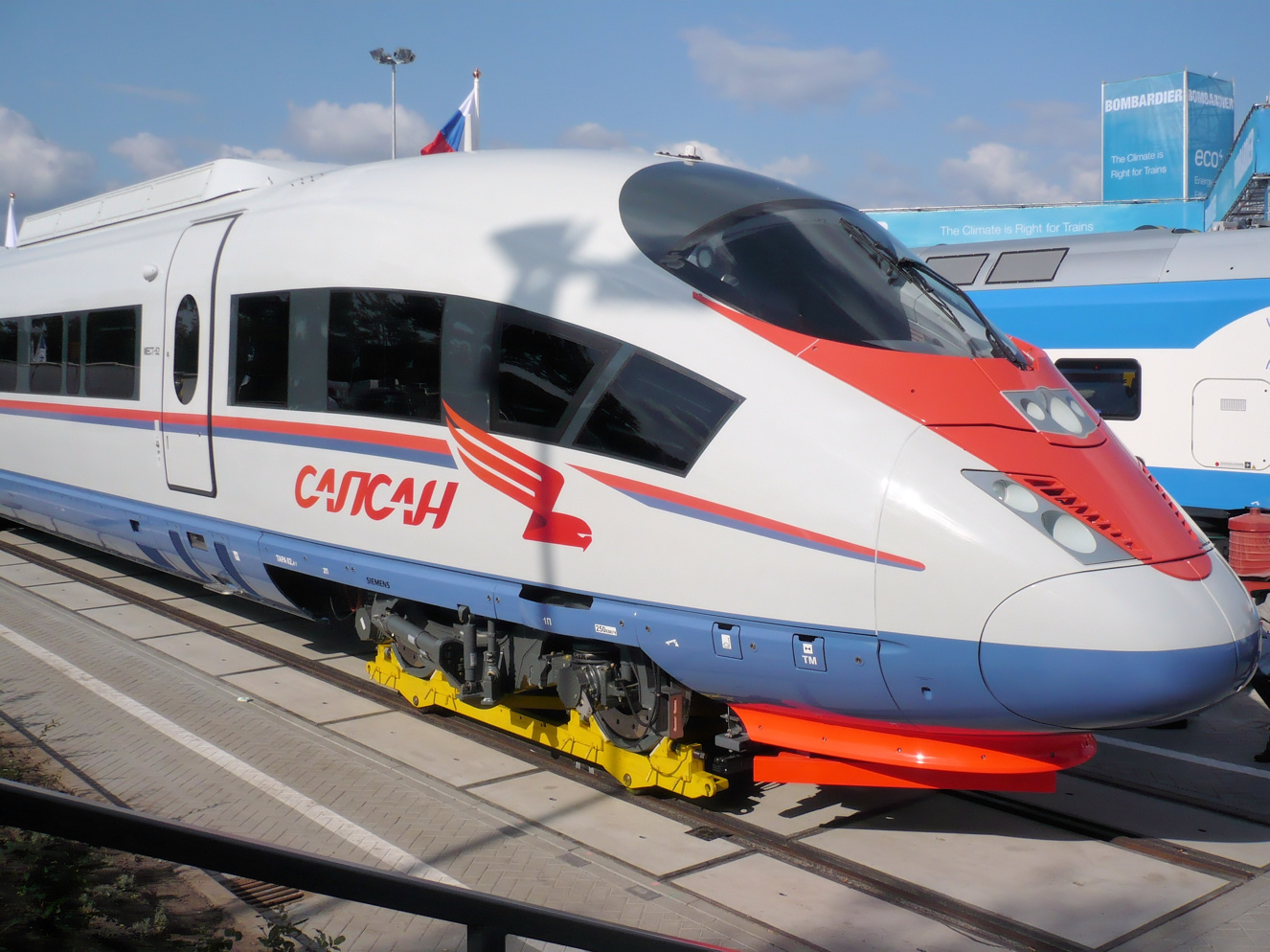
Sapsan tại Nga

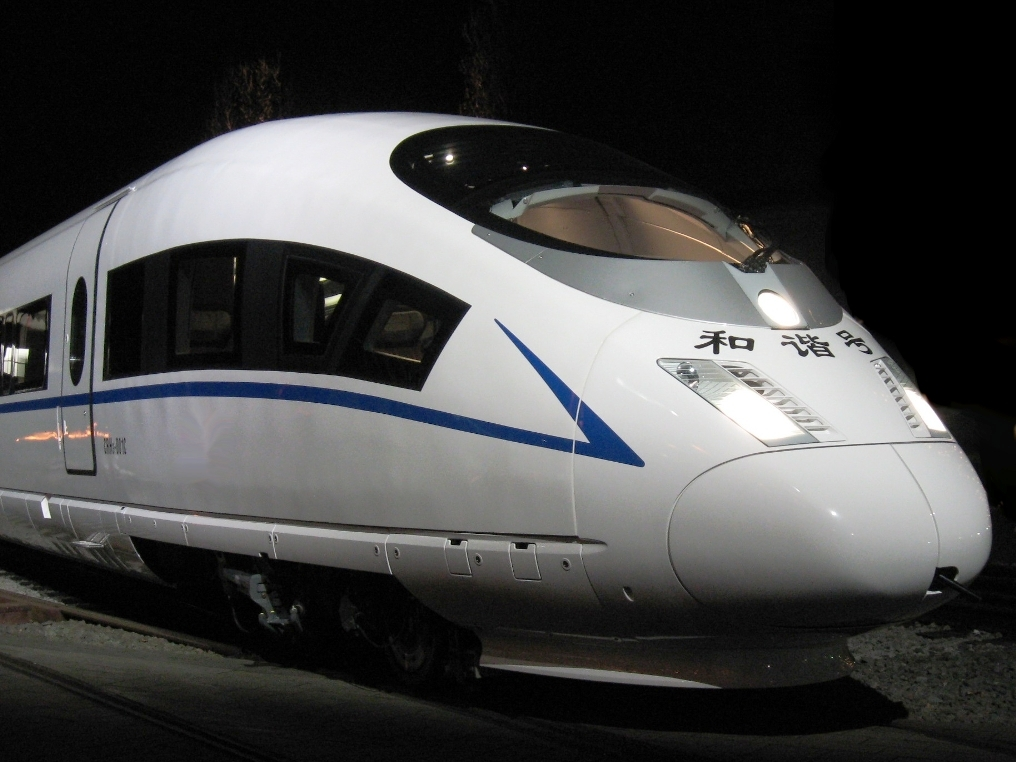
China Railways CRH3 tại Trung Quốc

Các vùng mục tiêu ban đầu, được xác định bởi Pháp, Nhật và Hoa Kỳ, là kết nối giữa các cặp thành phố lớn. Tại Pháp, đó là Paris–Lyon, tại Nhật Bản, Tokyo–Osaka, và tại Hoa Kỳ các đề xuất đều ở tại các vùng có mật độ dân số cao. Dịch vụ đường sắt duy nhất hiện tại ở Hoa Kỳ sử dụng các đoàn tàu cao tốc là Acela Express, tại Hành lang Đông Bắc giữa Boston, New York và Washington, D.C.; nó sử dụng các đoàn tàu nghiêng để đạt tới tốc độ lên đến 240 km/h (150 mph) trên các tuyến đường sẵn có. Hành lang Đông Bắc cũng là hành lang đường sắt cao tốc duy nhất trên thế giới với các điểm giao cắt đồng mức, dù các điểm giao cắt này sau đó đã được thay thế bằng các cầu vượt.
Tại châu Âu, Hàn Quốc, và Nhật Bản, các mạng lưới tàu điện ngầm đông đúc tại các thành phố và các tuyến đường sắt kết nối liền với các tuyến đường sắt cao tốc. Một số người cho rằng các thành phố không có cơ sở hạ tầng đường sắt liên thành phố đông đúc, như một số thành phố ở Mỹ, sẽ không có nhiều hành khách cho đường sắt cao tốc. Lý lẽ cho rằng nó không tương thích với cơ sở hạ tầng ô tô sẵn có. (Mọi người sẽ muốn đi bằng ô tô khi đi lại trong thành phố, vì thế họ cũng sẽ lái xe trong nốt cả quãng đường). Tuy nhiên, những người khác cho rằng điều này không đúng với việc sử dụng ở mật độ lớn vận tải đường sắt ở Hành lang Đông Bắc, nơi nhiều người sống trong các thị trấn bên ngoài các thành phố lớn phía đông lái xe đi bắt các đoàn tàu và sau đó thực hiện nốt quãng đường bằng tàu hoả, tương tự như cách nhiều người lái xe tới các sân bay, gửi xe và sau đó bay tới địa điểm cuối cùng. Việc đi chung xe, thuê xe, và taxi cũng có thể hỗ trợ cho việc quá cảnh số đông và mật độ có thể đi lại tại các ga đầu cuối. Và, sự hiện diện của đường sắt cao tốc gây xúc tác cho sự phát triển mật độ cao hơn quanh các ga đó.
Bởi mật độ sử dụng đường sắt cao tốc liên thành phố hàng ngày trên đầu người ở Nhật Bản cao nhất, một cách tự nhiên nó dẫn tới số lượng hành khách lên tới 6 tỷ người vượt qua TGV của Pháp với 1 tỷ (cho tới năm 2003), hệ thống duy nhất khác đạt tới tổng số hành khách là 1 tỷ. Để so sánh, phi đội máy bay của thế giới là 22,685 chiếc chuyên chở 2.1 tỷ hành khách năm 2006, theo Tổ chức Hàng không Dân dụng Thế giới.
Cơ quan Đường sắt Cao tốc California hiện có kế hoạch các tuyến đường từ Vịnh San Francisco và Sacramento tới Los Angeles và Irvine qua Central Valley, cũng như một tuyến từ Los Angeles tới San Diego qua Inland Empire. Tập đoàn Đường sắt Cao tốc và Vận tải Texas Lưu trữ ngày 21 tháng 11 năm 2006 tại Wayback Machine đang tìm cách mang lại cho Texas một hành lang đường sắt và vận tải đa phương thức cải tiến. Tập đoàn đã phát triển các hành lang Texas T-Bone và Brazos Express để nối Trung tâm Texas. Thượng nghị sĩ bang New York Caesar Trunzo đã thông báo một kế hoạch dài hạn để đưa dịch vụ đường sắt cao tốc giữa Buffalo và Thành phố New York, qua Albany, xuống dưới ba giờ.
Các tuyến đường sắt cao tốc sau này, như LGV Atlantique, LGV Est, và hầu hết các tuyến đường sắt cao tốc ở Đức, đã được thiết kế như các tuyến đường nhánh gom khách vào các tuyến đường sắt quy ước, phục vụ một lượng lớn các thành phố cỡ trung bình.
Một hiệu ứng phụ của các tuyến đường sắt cao tốc đầu tiên ở Pháp là việc mở cửa những vùng trước đó bị cô lập với sự phát triển kinh tế nhanh chóng. Một số tuyến đường sắt cao tốc mới hơn đã được lập kế hoạch chủ yếu cho mục tiêu này, như tuyến Madrid–Sevilla và tuyến Amsterdam–Groningen đang được đề xuất. Các thành phố khá gần với các thành phố lớn có thể chứng kiến sự tăng trưởng dân số, nhưng những người ở xa hơn thực tế là các cư dân không thường xuyên (ngoại trừ với các điểm du lịch), có một hiệu ứng nhỏ với các nền kinh tế địa phương.
Năm năm sau khi việc xây dựng tuyến đường bắt đầu, tuyến đường sắt cao tốc đầu tiên ở Nhật mở cửa ngay trước Olympic năm 1964 tại Tokyo, nối thủ đô với Osaka. Tuyến đường sắt cao tốc đầu tiên của Pháp, hay Ligne à grande vitesse (LGV), được SNCF khai trương năm 1981, cơ quan đường sắt Pháp, bắt đầu khởi động kế hoạch năm 1966 và việc xây dựng năm 1976.
Sự phân đoạn thị trường chủ yếu tập trung vào thị trường đi lại kinh doanh. Mục tiêu ban đầu của Pháp hướng tới những hành khách thương gia được phản ánh bởi thiết kế ban đầu của những con tàu TGV, gồm cả toa bar. Giải trí trong đi lại là một thị trường thứ hai; hiện nay nhiều điểm mở rộng của Pháp kết nối với các bãi biển nghỉ dưỡng ở Đại Tây Dương và Địa Trung Hải, cũng như các công viên giải trí và cả những khu trượt băng rất nổi tiếng trên dãy Alpơ của Pháp hay Thuỵ Sĩ. Các buổi chiều thứ sáu là thời gian bận rộn nhất của các đoàn tàu TGV (train à grande vitesse) (Metzler, 1992). Hệ thống này đã giảm giá trên các chuyến đi dài đệ cạnh tranh hiệu quả hơn với dịch vụ hàng không, và như một kết quả một số thành phố trong khoảng một giờ đi lại từ Paris bằng TGV đã trở thành các cộng đồng commuter, vì thế làm gia tăng thị trường trong khi hạn chế sử dụng đất.' (Levinson, D.)
Trên tuyến Paris - Lyon, số lượng hành khách đã tăng một cách ấn tượng với sự ra mắt của các toa hai tầng trên những đoàn tàu TGV.
Các vùng mục tiêu khác gồm các tuyến chở hàng, như Đường sắt xuyên Siberia ở Nga, sẽ cho phép dịch vụ chuyển hàng trong 3 ngày từ Viễn Đông tới châu Âu so với thời gian hàng tháng khi chuyển hàng bằng tàu thủy (nhưng vẫn chậm hơn đường không), và cho phép giao hàng đúng lúc. Các tuyến đường sắt cao tốc bắc nam ở Thuỵ Sĩ đang được xây dựng, tránh được những chiếc xe tải chở hàng tốc độ chậm ở vùng núi, và hạ chi phí nhân công.
Ở Nam Mỹ, Argentina đã giao việc xây dựng tuyến đường sắt cao tốc nối các thành phố Buenos Aires, Rosario và Cordoba. Chính phủ Brazil hiện đang nghiên cứu một tuyến đường sắt cao tốc nối các thành phố Campinas và São Paulo với Rio de Janeiro. Tuyến đường sắt cao tốc này cũng sẽ kết nối các sân bay tại đó: Viracopos (Campinas), Guarulhos (São Paulo) và Galeao (Rio de Janeiro).
Ở thời điểm tháng 10 năm 2009, Trung Quốc đang xây dựng một mạng lưới đường sắt cao tốc dài 13,000 km gồm 42 tuyến chở khách. Khi nó được hoàn thành vào năm 2012, nó sẽ lớn hơn và có kỹ thuật hiện đại hơn toàn bộ mạng đường sắt cao tốc của thế giới gộp lại. Xem thêm Đường sắt cao tốc tại Trung Quốc

### Bố trí Đường Đường sắt Song song
Bố trí Đường Đướng sắt Song song là một cách tiếp cận sử dụng đất quanh đường bộ để vượt các tuyến đường sắt, như đường sắt cao tốc từ Paris tới Lyon bắt đầu năm 1981 với 15% tổng số kéo dài dọc đường cao tocó và Köln tới Frankfurt với 70%.

## So sánh với các phương thức vận tải khác

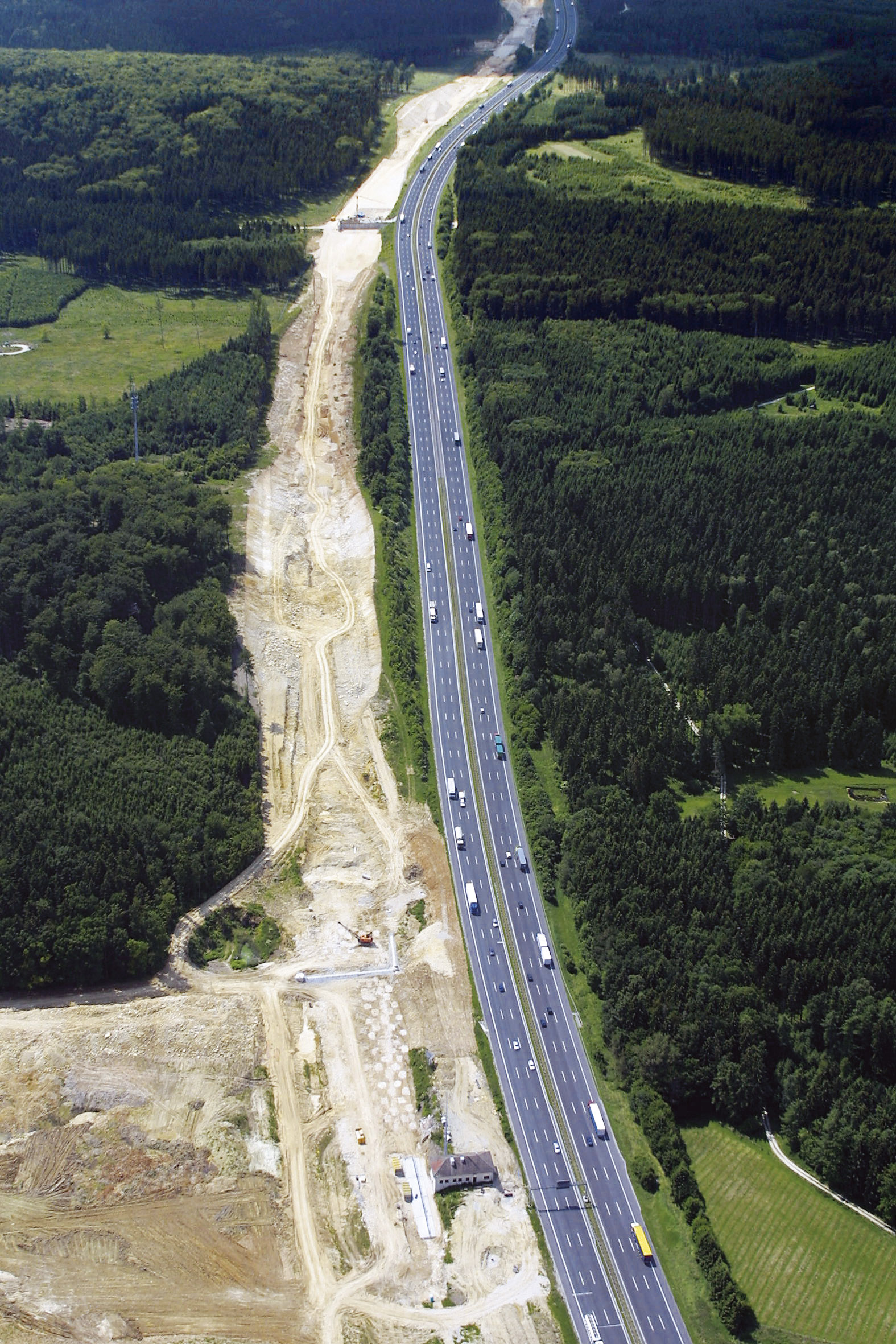
Việc xây dựng con đường đi qua rừng Kösching, phía bắc Ingolstadt, dẫn tới ảnh hưởng lớn tới môi trường nhưng với Bố trí Đường bộ Đường sắt Song song nó sẽ gây ảnh hưởng ít hơn so với các đường đa tuyến.

Đường sắt cao tốc thường bị coi là một hệ thống tách biệt và đơn giản là có ưu thế hay không so với các hệ thống vận tải khác, nhưng toàn bộ hệ thống vận tải phải hợp tác với nhau để tối đa hoá lợi nhuận. Một hệ thống đường sắt cao tốc tốt có năng lực dịch vụ thẳng và địa phương và có sự kết nối tốt với các hệ thống vận tải khác. Đường sắt cao tốc, như mọi hệ thống vận tải khác, không vốn đã thích ứng, nhanh, sạch, cũng không tiện nghi. Tất cả những điều này phụ thuộc vào thiết kế, áp dụng, bảo dưỡng, hoạt động và cấp vốn. Sự hoạt động hiệu quả thường phụ thuộc vào kỷ luật của tổ chức hơn là các tính năng kỹ thuật.
Vì các thiết kế hạ tầng hiện tại ở nhiều quốc gia, có những giới hạn với sự tăng trưởng của các hệ thống đường cao tốc và đường không. Một số yếu tố chủ chốt thúc đẩy đường sắt cao tốc là các sân bay và đường cao tốc không có không gian để mở rộng, và thường quá tải. Đường sắt cao tốc có tiềm năng cho chuyên chở mật độ lớn trên các hành lang xác định (các đoàn tàu E4 Series Shinkansen hai tầng có thể chở 1,634 hành khách ngồi, gấp đôi chiếc Airbus A380 ở kiểu bố trí chở toàn bộ khách hạng thường, và thậm chí còn hơn nữa nếu cho phép chở cả hành khách đứng), và có tiềm năng làm giảm tắc ngẽn cho các hệ thống khác. Các hệ thống đường sắt cao tốc được thiết kế tốt đang sử dụng ngày nay thân thiện với môi trường hơn vận tải đường bộ và đường không. Điều này bởi:
- dịch chuyển sử dụng từ các phương thức vận tải ít gây hại với môi trường hơn.
- tiêu thụ nhiên liệu trên hành khách trên kilômét nhỏ hơn
- giảm sử dụng đất cho một năng lực cho trước so với đường bộ

### Ô tô
Đường sắt cao tốc có lợi thế so với ô tô ở điểm nó có thể chở nhiều hành khách hơn ở tốc độ lớn hơn nhiều so với tốc độ được phép của ô tô ở hầu hết các quốc gia. Giới hạn thấp cho đường sắt cao tốc (200 km/h, 125 mph) rõ ràng nhanh hơn rất nhiều so với giới hạn cao nhất trên đường bộ ở hầu hết các quốc gia. Bỏ qua một số ít quốc gia không giới hạn tốc độ, giới hạn tốc độ hiếm khi cao hơn 130 km/h (80 mph). Với những chuyến đi từ trung tâm thành phố này tới trung tâm thành phố khác, lợi thế của đường sắt cao tốc càng gia tăng nhờ các giới hạn tốc độ thấp bên trong hầu hết các khu vực đô thị. Nói chung, chuyến đi càng dài, lợi thế thời gian càng lớn cho đường sắt so với đường bộ với cùng đích đến.
Hơn nữa, các tuyến đường sắt cho phép khả năng lưu thông hành cách trên giờ cao hơn rất nhiều so với đường bộ có cùng chiều rộng. Một tuyến đường sắt cao tốc chỉ cần hai đường ray, một đường cho mỗi hướng. Khả năng lưu thông thông thường là 15 chuyến tàu trên giờ và 800 hành khách mỗi tàu (như cho các đoàn tàu Eurostar), với khả năng 12,000 hành khách trên giờ mỗi hướng. Trái lại, Highway Capacity Manual đưa ra khả năng tối đa cho một làn đường cao tốc là 2,250 xe hành khách trên giờ (ngoại trừ xe tải hay RVs). Với giả thiết lượng người trong mỗi xe là 1.57 người, một đường sắt đôi tiêu chuẩn có khả năng trung bình lớn hơn 13% so với một đường cao tốc 6 làn (3 làn mỗi hướng), trong khi chỉ cần 40% đất (1.0/3.0 so với 2.5/7.5 hectare trên kilômét tiêu thụ đất trực tiếp/gián tiếp). Điều này có nghĩa đường sắt chở khách thông thường chuyên chở gấp 2.83 lần hành khách trên giờ trên mét (rộng) so với đường bộ. Một số hệ thống đường sắt chở khách, như tuyến Tokaido Shinkansen ở Nhật Bản, có các tỷ lệ lớn hơn nhiều (với lên tới 20,000 hành khách trên giờ trên hướng). Các tuyến đường bộ đã quá tải thường là commuter – chứng chở ít hơn 1.57 người trên phương tiện (ví dụ, Washington State Department of Transportation, sử dụng 1.2 người trên phương tiện) trong giờ đi làm. Sự tắc nghẽn cũng khiến lượng thông đường tối đa của một làn giảm.

### Máy bay

#### Khoảng cách tối ưu

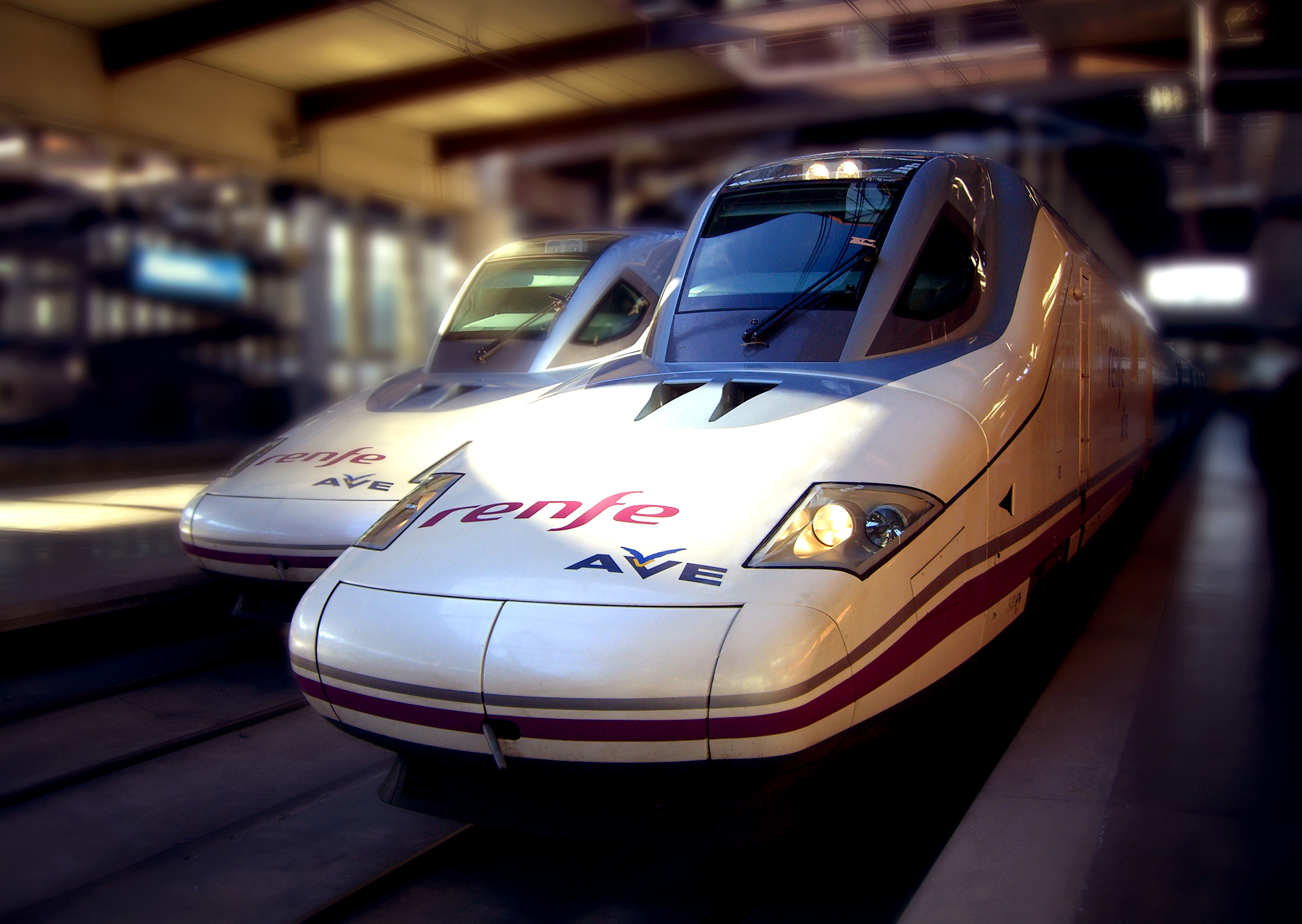
Tàu tốc độ cao Tây Ban Nha, AVE S-102. Tốc độ tối đa: 330 km/h (205 mph)

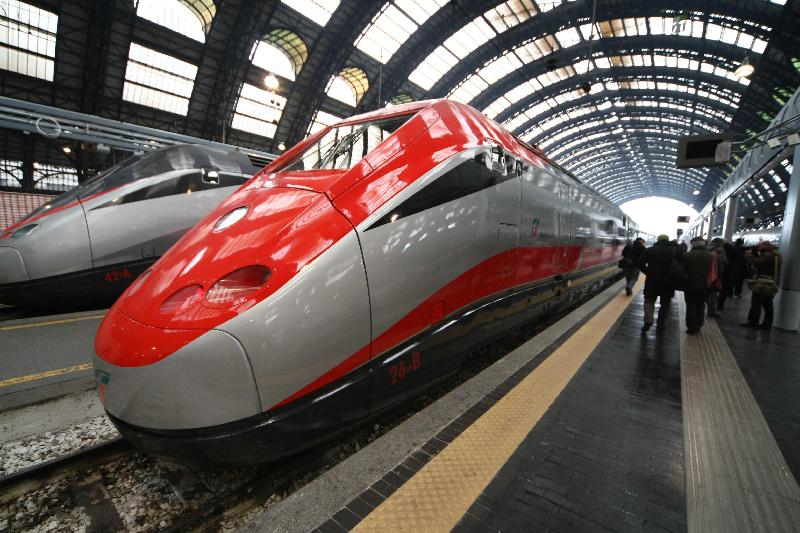
ETR 500 "Frecciarossa" của Italian Railways. Tốc độ tối đa: 365 km/h (226 mph). Mất 1 giờ từ trung tâm Milan tới trung tâm Bologna, trong khi một chuyến đi bằng máy bay+taxi mất một giờ rưỡi cho cùng khoảng cách.

Tuy các đoàn tàu cao tốc thương mại có tốc độ hoạt động tối đa chậm hơn máy bay phản lực, chúng có các lợi thế so với đi lại bằng đường không chủ yếu với những khoảng cách khá ngắn, và có thể là một phần tích hợp của một hệ thống vận tải. Chúng cũng nối các ga đường sắt ở trung tâm thành phố với nhiều ga đường sắt tại các trung tâm khác (với một điểm dừng trung gian để thả/nhận khách khoảng một hay hai phút), trong khi vận tải đường không cần phải nối các sân bay bên ngoài trung tâm thành phố với các sân bay khác bên ngoài các trung tâm thành phố (với thời gian dừng trung gian từ 30 phút tới 1 giờ.) Cả hai hệ thống bổ sung cho nhau nếu chúng được thiết kế và duy trì tốt.
Đường sắt cao tốc thích hợp nhất cho những chuyến đi 2 đến 3 giờ (250–900 km hay khoảng 150–550 dặm), với khoảng cách này tàu cao tốc có thể thắng cả máy bay và ô tô. Khi đi lại chưa tới 650 km (400 mi), quá trình checking và kiểm tra an ninh tại các sân bay, cũng như thời gian cho chính chuyến bay khiến thời gian đi bằng máy bay không nhanh hơn đường sắt cao tốc. Tuy nhiên, có giai thoại rằng các cơ quan cạnh tranh ở châu Âu coi đường sắt cao tốc nối các cặp thành phố có tính cạnh tranh so với việc di chuyển bằng đường không với thời gian 4 tới 4.5 giờ, cho phép một giờ bay ít nhất 40 phút ở mỗi điểm di chuyển đến và từ sân bay, check-in, an ninh, lên máy bay, xuống máy bay, lấy đồ, và những chờ đợi khác.
Tuy nhiên, trừ khi việc đi lại bằng đường không bị tắc nghẽn quá mức, một cách đơn giản cung cấp một dịch vụ cạnh tranh thường không là một cơ sở thúc ép tài chính cho việc xây dựng một hệ thống đường sắt cao tốc. Như một quy luật, các chuyến đi bằng đường sắt ít nhất phải ở khoảng 4 giờ hay gần như thế để có thể cạnh tranh với đường hàng không về thời gian. Một yếu tố có thể làm giảm thêm nữa tính cạnh tranh của đường sắt cao tốc là sự thiếu hụt nói chung của yêu cầu khi sử dụng đường sắt cao tốc, ví dụ thiếu yêu cầu kiểm tra hành lý, hay nhiều lần xếp hàng để check-in, an ninh và lên máy bay cũng như độ tin cậy về thời gian nói chung khi so sánh với đường không. Một cách riêng biệt, theo quan điểm của một hành khách thương gai, tàu cao tốc có thể cung cấp những điều thú vị như được sử dụng điện thoại di động, dịch vụ thức ăn tỉ mỉ hơn, quầy bar, các ổ cắm điện thích hợp hơn (ổ cắm xoay chiều và ổ cắm một chiều 12v), không có giới hạn sử dụng thiết bị điện tử ở độ cao thấp, khu vực cất hành lý ở cuối toa (loại bỏ kiểm tra hành lý), và ví dụ như với TGV-Est Pháp-Đức cả hệ thống internet băng rộng không dây.
Có các tuyến đường nơi các chuyến tàu cao tốc đã hoàn toàn đánh bại đường không, vì thế hoàn toàn không còn các đường bay nữa. Các ví dụ là tuyến Paris-Brussels và Cologne-Frankfurt. Nếu tàu dừng ở một sân bay lớn, như Paris và Frankfurt, những máy bay chặng ngắn này mất thêm một ưu thế khác với nhiều hành khách những người muốn đi tới sân bay cho một chuyến đi dài. Vé máy bay có thể bao gồm một vé đoạn của tàu trong chuyến đi, với đảm bảo việc đặt lại nếu máy bay không tới đúng giờ, như việc đi lại bằng đường không thông thường.
Tàu cao tốc cũng có tính cạnh tranh với ô tô trên những khoảng cách ngắn, như ví dụ 50–150 km cho những người phải đi làm hàng ngày nếu có sự tắc nghẽn đường bộ với những người phải trả phí đỗ xe đắt ở nơi làm việc. Ở các thành phố lớn, điều này là thường. Không phải mọi tuyến đường sắt cao tốc đều có các con tàu vùng cao tốc, nhưng nó là thường. Sự xuất hiện của chúng mở rộng thị trường lao động quanh một thành phố lớn.
China Southern Airlines, hãng hàng không lớn nhất của Trung Quốc dự đoán việc xây dựng mạng lưới đường sắt cao tốc của nước này sẽ ảnh hưởng tới 25% mạng lưới điểm đến của họ trong những năm tới.

#### Các đánh giá khác
Dù đi lại bằng đường không có tốc độ cao hơn, nó mất nhiều thời gian hơn cho việc lăn bánh cất cánh, lên máy bay (có ít cửa hơn), kiểm tra an ninh, gửi hành lý, kiểm tra vé và các thứ khác. Tương tự các ga đường sắt thường nằm ở gần trung tâm thành phố hơn các sân bay. Những yếu tố này thường khiến ưu thế tốc độ cao hơn của việc đi lại bằng đường không biến mất với những chặng đi trung bình.

##### Thời tiết
Đi lại bằng đường sắt cũng ít phụ thuộc hơn vào thời tiết so với đường không. Nếu hệ thống đường sắt được thiết kế và điều hành tốt, các điều kiện thời tiết cực đoan như tuyết lớn, nhiều sương mù và bão không ảnh hưởng tới các chuyến đi; trong khi đó những chuyến bay thường bị huỷ bỏ hay trì hoãn trong các điều kiện đó. Tuy nhiên tuyết và cây đổ do gió thường làm chậm trễ các đoàn tàu.

##### Tiện nghi
Dù tính tiện nghi so với việc đi lại bằng đường không thường được cho là một ưu thế của đường sắt cao tốc, nó không vốn có; nó phụ thuộc vào việc áp dụng riêng biệt. Ví dụ, các đoàn tàu cao tốc, không phải là đối tượng của việc bảo quản bắt buộc, có thể chở theo một số hành khách đứng. Những chiếc máy bay không cho phép hành khách đứng, vì thế những hành khách quá không được phép lên máy bay. Các hành khách của tàu hoả có thể có lựa chọn giữa việc đứng hay đợi chuyến tàu tiếp.

##### Số lượng lớn các vùng mục tiêu
Từ quan điểm của nhà điều hành, một con tàu duy nhất có thể dừng ở nhiều ga, thường có nhiều điểm dừng hơn nhiều so với máy bay, và mỗi lần dừng mất ít thời gian hơn nhiều so với việc hạ cánh. Một chuyến tàu thường có thể cho phép nhiều khả năng chuyến đi, tăng tiểm năng thị trường. Sự gia tăng tiềm năng thị trường này cho phép nhà điều hành đặt lịch nhiều chuyến xuất phát thường xuyên hơn máy bay, và vì thế tạo ra một lý do khác nữa cho sự ưu tiên lựa chọn.

##### An toàn
Từ quan điểm yêu cầu về các hệ thống kiểm soát giao thông và cơ sở hạ tầng, tàu cao tốc có ưu thế đơn giản hơn nhiều trong điều khiển bởi tuyến đường dễ dự đoán trước của nó, thậm chí ở mọi chất tải hành khách; vấn đề này trở nên rõ ràng hơn khi vận tải hàng không đạt tới giới hạn an toàn của nó tại các sân bay bận rộn ở London, New York, và các trung tâm lớn khác. Tuy nhiên, cần lưu ý rằng các hệ thống đường sắt cao tốc loại bỏ khả năng xung đột giao thông với ô tô (tăng chi phí, đơn giản, và an toàn), trong khi các hệ thống đường sắt tốc độ thấp khác mà một tàu cao tốc cần để tiếp cận tới đường cao tốc có thể có các giao cắt đồng mức.

## Xem thêm

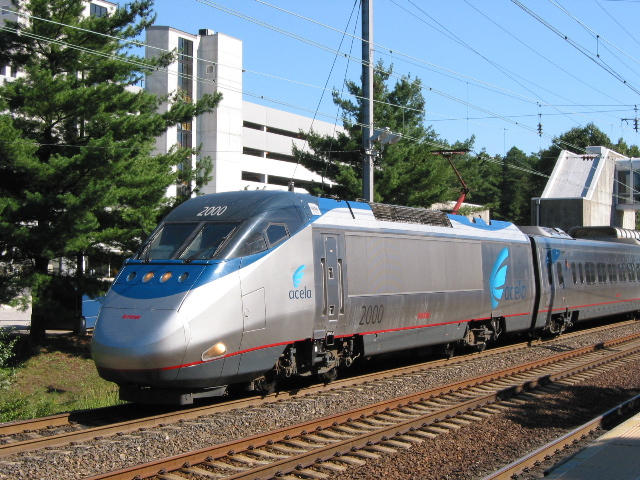
Acela Express, hiện là tuyến đường sắt cao tốc duy nhất ở Hoa Kỳ với tốc độ tối đa 150 mph (240 km/h)

## Các quốc gia có hệ thống đường sắt cao tốc đã đi vào hoạt động

Đường sắt cao tốc theo quốc gia

| Các quốc gia có hệ thống đường sắt cao tốc đã đi vào hoạt động | Các quốc gia có hệ thống đường sắt cao tốc đã đi vào hoạt động | Các quốc gia có hệ thống đường sắt cao tốc đã đi vào hoạt động | Các quốc gia có hệ thống đường sắt cao tốc đã đi vào hoạt động |
| Châu Âu                                                        | STT                                                            | Quốc gia                                                       | Năm đưa vào khai thác                                          |
| -------------------------------------------------------------- | -------------------------------------------------------------- | -------------------------------------------------------------- | -------------------------------------------------------------- |
| Châu Âu                                                        | 1                                                              | Pháp                                                           | 1981                                                           |
| Châu Âu                                                        | 2                                                              | Đức                                                            | 1991                                                           |
| Châu Âu                                                        | 3                                                              | Tây Ban Nha                                                    | 1992                                                           |
| Châu Âu                                                        | 4                                                              | Ý                                                              | 1992                                                           |
| Châu Âu                                                        | 5                                                              | Na Uy                                                          | 1993                                                           |
| Châu Âu                                                        | 6                                                              | Bỉ                                                             | 1997                                                           |
| Châu Âu                                                        | 7                                                              | Bồ Đào Nha                                                     | 1999                                                           |
| Châu Âu                                                        | 8                                                              | Đan Mạch                                                       | 2000                                                           |
| Châu Âu                                                        | 9                                                              | Vương quốc Anh                                                 | 2003                                                           |
| Châu Âu                                                        | 10                                                             | Thụy Sĩ                                                        | 2004                                                           |
| Châu Âu                                                        | 11                                                             | Phần Lan                                                       | 2006                                                           |
| Châu Âu                                                        | 12                                                             | Hà Lan                                                         | 2009                                                           |
| Châu Âu                                                        | 13                                                             | Nga                                                            | 2009                                                           |
| Châu Âu                                                        | 14                                                             | Thụy Điển                                                      | 2010                                                           |
| Châu Âu                                                        | 15                                                             | Áo                                                             | 2012                                                           |
| Châu Âu                                                        | 16                                                             | Ba Lan                                                         | 2014                                                           |
| Châu Á                                                         | STT                                                            | Quốc gia                                                       | Năm đưa vào khai thác                                          |
| Châu Á                                                         | 1                                                              | Nhật Bản                                                       | 1964                                                           |
| Châu Á                                                         | 2                                                              | Hàn Quốc                                                       | 2004                                                           |
| Châu Á                                                         | 3                                                              | Đài Loan                                                       | 2007                                                           |
| Châu Á                                                         | 4                                                              | Trung Quốc                                                     | 2008                                                           |
| Châu Á                                                         | 5                                                              | Thổ Nhĩ Kỳ                                                     | 2009                                                           |
| Châu Á                                                         | 6                                                              | Uzbekistan                                                     | 2011                                                           |
| Châu Á                                                         | 7                                                              | Ả Rập Xê Út                                                    | 2018                                                           |
| Châu Á                                                         | 8                                                              | Lào                                                            | 2021                                                           |
| Châu Á                                                         | 9                                                              | Indonesia                                                      | 2023                                                           |
| Châu Mỹ                                                        | STT                                                            | Quốc gia                                                       | Năm đưa vào khai thác                                          |
| Châu Mỹ                                                        | 1                                                              | Hoa Kỳ                                                         | 1960                                                           |
| Châu Phi                                                       | STT                                                            | Quốc gia                                                       | Năm đưa vào khai thác                                          |
| Châu Phi                                                       | 1                                                              | Maroc                                                          | 2019                                                           |

## Các quốc gia có dự án đường sắt cao tốc sẽ được đưa vào khai thác trong tương lai
Châu Á
- Bahrain
- Bangladesh
- Ấn Độ
- Iran
- Iraq
- Israel
- Kazakhstan
- Kuwait
- Malaysia
- Oman
- Qatar
- Singapore
- Thái Lan
- UAE
- Việt Nam

Châu Âu
- Bulgaria
- Croatia
- Cộng hòa Séc
- Estonia
- Hungary
- Iceland
- Ireland
- Latvia
- Litva
- Luxembourg
- România
- Serbia
- Slovakia
- Slovenia
- Ukraina

Châu Mỹ
- Canada
- Chile
- México
- Panama

Châu Phi
- Algérie
- Ai Cập
- Nam Phi
- Tunisie

Châu Đại Dương
- Úc
- New Zealand

## Lưu ý và tham khảo
1. 1 2 3  "General definitions of highspeed". International Union of Railways. Truy cập ngày 13 tháng 5 năm 2009.
2. 1 2  Hood, Christopher P (2006). Shinkansen: From bullet train to symbol of modern Japan. ISBN 041544098. {{Chú thích sách}}: Kiểm tra giá trị |isbn=: số con số (trợ giúp)
3. 1 2  Jamil Anderlini (ngày 5 tháng 4 năm 2010). "China on track to be world's biggest network". Financial Times. Truy cập ngày 12 tháng 4 năm 2010.
4. 1 2  Shinkansen Chronology Lưu trữ ngày 15 tháng 2 năm 2009 tại Wayback Machine, byun byun Shinkansen.
5. ↑  "Vision for High-speed rail in America" (PDF). Federal Railroad Administration. tr. 2. Bản gốc (PDF) lưu trữ ngày 19 tháng 4 năm 2009. Truy cập ngày 5 tháng 2 năm 2010.
6. ↑  Development and Economic Evaluation of High Speed in France Lưu trữ ngày 17 tháng 4 năm 2010 tại Wayback Machine, Japan Railway & Transport Review No. 3 (pp.26–31).
7. ↑  Krauss, Clifford (ngày 10 tháng 5 năm 2008). "Gas Prices Send Surge of Riders to Mass Transit". The New York Times. Truy cập ngày 11 tháng 8 năm 2008.
8. ↑  The Times, Friday, ngày 6 tháng 1 năm 2006, p54. France will run trains free from fossil fuel, says Chirac.
9. ↑  Fletcher, Hannah (ngày 2 tháng 8 năm 2008). "China inaugurates 220mph fastest rail service in world in time for Olympics". London: The Times. Bản gốc lưu trữ ngày 24 tháng 8 năm 2011. Truy cập ngày 11 tháng 8 năm 2008.
10. ↑  FT.com / China - Chinese high-speed train sets new record
11. ↑  Shinkansen (Bullet Train) Lưu trữ ngày 18 tháng 10 năm 2006 tại Wayback Machine, Japan Railways Group.
12. ↑  AMTRAK, Off Track, Triplepoint. Boston University.
13. ↑  "Track 2–Corridor Programs of the Federal Railroad Administration's High-Speed Intercity Passenger Rail (HSIPR) Program, Application Form" 2009; see ftp://ftp.dot.state.tx.us/pub/txdot-info/stimulus/t_bone.pdf
14. ↑  "REPORT TO TASK FORCE WOULD IMPROVE NEW YORK'S RAIL SYSTEM," undated; see http://senatortrunzo.com/senate_reports_on.asp?id=517 Lưu trữ ngày 5 tháng 10 năm 2011 tại Wayback Machine
15. ↑  "Argentine High". Truy cập ngày 14 tháng 2 năm 2015.
16. ↑  Inter-American Development Bank, BR-T1087: Preparation Studies for the High-Speed Train Line Rio de Janeiro - Sao Paulo, http://www.iadb.org/projects/project.cfm?id=BR-T1087&lang=en Lưu trữ ngày 23 tháng 8 năm 2009 tại Wayback Machine.
17. ↑  J.H. Crawford: Interstate Rail Proposal
18. ↑  "Fact #257: ngày 3 tháng 3 năm 2003 - Vehicle Occupancy by Type of Vehicle". US Department of Energy, Energy Efficiency and Renewable Energy.
19. ↑  China Southern Says Railways to Hurt 25% of Routes (Update1) - Bloomberg.com